# Nederlandse literatuur

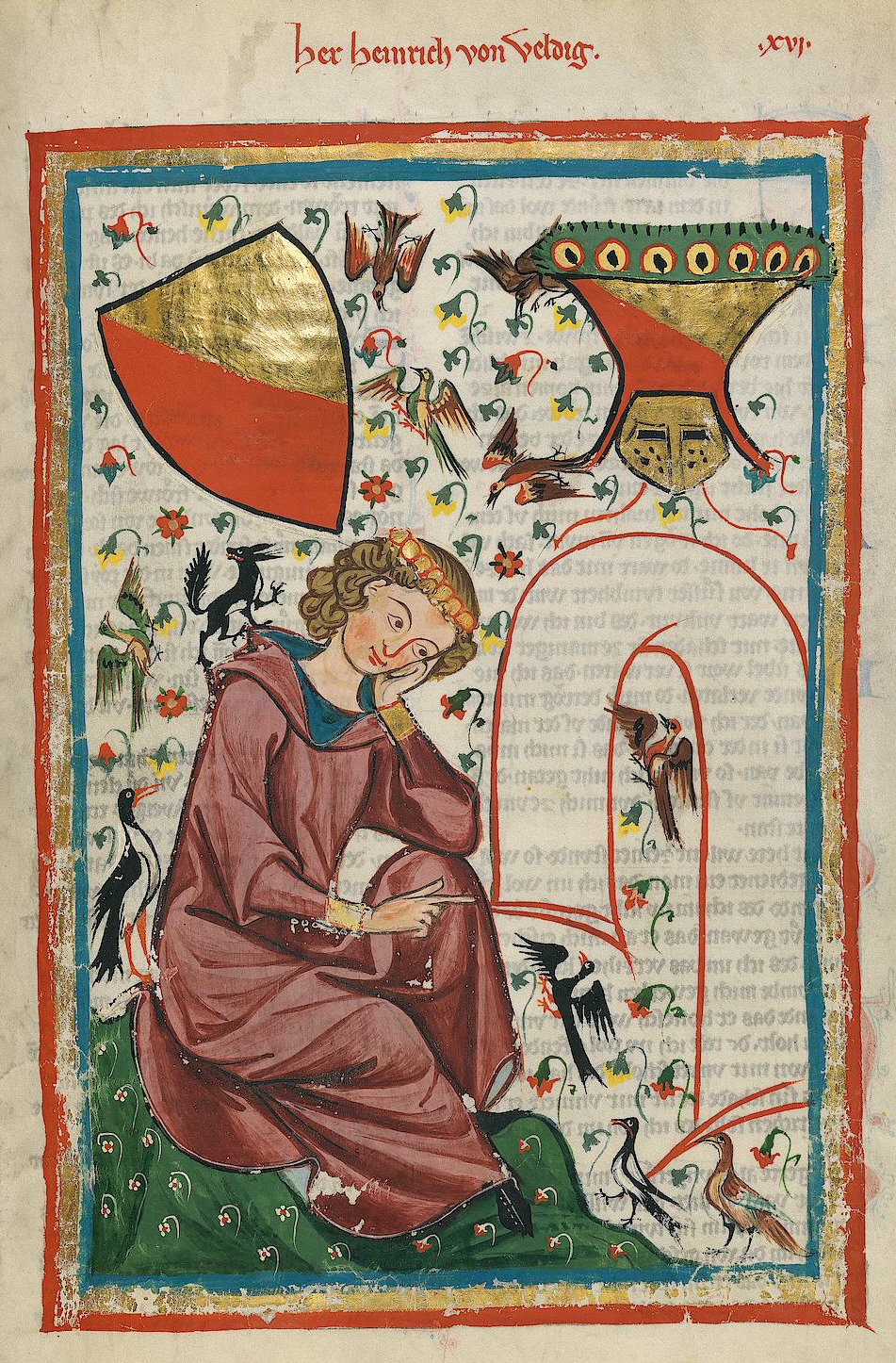
Hendrik van Veldeke, uit de Codex Manesse

Nederlandse literatuur is de literatuur van het Nederlandstalige deel van de wereld vanaf ongeveer 1100 tot heden. De literaire canon uit hoofdzakelijk Nederland en Vlaanderen beslaat ruim acht eeuwen van literaire productie en gaat terug tot de tijd dat de Lage Landen nog geen politieke eenheid vormden, zodat het woord Nederlandse voor de vroegste eeuwen enigszins anachronistisch is. Hetzelfde geldt voor de term literatuur; de opvatting van wat hieronder moet worden verstaan heeft zich ontwikkeld van alles wat geschreven is uit het begin naar het strikte taalkunst, zoals literatuur vanaf de 19e eeuw werd beschouwd.
Naast het kerngebied Nederland en Vlaanderen wordt Nederlandse literatuur ook geschreven in voormalige Nederlandse koloniën, zoals Surinaamse literatuur en de literatuur van het Caribisch deel van het Koninkrijk der Nederlanden. Daarentegen valt Afrikaanse literatuur – het Afrikaans geldt als dochtertaal van het Nederlands − buiten de definitie van Nederlandse literatuur. Ook de Friese taal en letterkunde hebben sinds de 8e eeuw hun eigen canon. Nederlanders en Vlamingen die in een andere taal dan het Nederlands schrijven, onder wie Erasmus, en schrijvers in streektalen zoals het Nedersaksisch of het Limburgs worden hier ook niet behandeld.

## Geschiedenis
Vanaf ongeveer 600 begon de Nederlandse taal zich binnen de West-Germaanse talen duidelijk te onderscheiden als een meer autonome taal, die gaandeweg ook werd opgeschreven.

### Het eerste Nederlands: de middeleeuwen
Lange tijd werd er van uitgegaan dat de oudste Nederlandse tekst het 11e-eeuwse hebban olla vogala nestas bigunnan was. Er zijn nu echter psalmen bekend die dateren uit de 10e eeuw. Sommige onderzoekers gaan nog verder terug en leggen dat begin bij de 8e-eeuwse Utrechtse doopgelofte, hoewel niet duidelijk is of het hier om Oudnederlands gaat.
De vooralsnog oudste Nederlandse tekst, gedateerd op 776-800, is de Utrechtse doopgelofte die begint met Forsachistu diobolae (Verzaak je de duivel? = Zweer je de duivel af?). De Wachtendonkse psalmen stammen uit de 10e eeuw, de Leidse Willeram uit 1100. Literaire teksten van de 13e tot de 15e eeuw zijn overwegend van Vlaamse en Brabantse origine. 13e-eeuwse teksten zijn vaak Vlaams, zoals het bekende Karel ende Elegast, Beatrijs, Ferguut en Vanden Vos Reynaerde. Een van de invloedrijkste mystici, Hadewijch, schreef echter in het Brabants. Een echte verschuiving naar de dominantie van het Brabantse dialect kwam in de 14e eeuw (zie verder #Brabant).

#### Hebban olla vogala
Van het Oudnederlands zijn vooral losse woorden en maar enkele samenhangende teksten bewaard. Er zijn enkele fragmenten uit de Salische wet van de 6e eeuw die Oudnederlands (of Oudnederfrankisch) zijn. Het volgende wordt nu door het Oudnederlands woordenboek als oudste zin in het Oudnederlands beschouwd. De formule werd uitgesproken bij het vrij verklaren van een laat:
Maltho thi afrio lito

(Ik zeg je: ik maak je vrij, halfvrije)
In een 8e-eeuwse Utrechtse doopgelofte is onder meer te lezen: Gelobistu in got alamehtigan fadaer (geloof je in god, almachtige vader). Een 10e-eeuws manuscript met voorbeelden van Oudnederlands is gekend als de Wachtendonckse Psalmen, waarvan het origineel echter verloren is gegaan.
Traditioneel werd als eerste echt literaire Nederlandse tekst de beroemde probatio pennae (een "pennenproef", een stukje tekst geschreven om een nieuw gesneden pen te testen) Hebban olla vogala beschouwd. Deze is overgeleverd uit het eind van de 11e eeuw:
hebban olla vogala nestas hagunnan

hinase hic enda thu

wat unbidan we nu

(Alle vogels zijn nesten begonnen

behalve ik en jij.

Wat wachten we nog?)

#### Hendrik van Veldeke
De eerste met naam bekende schrijver is vervolgens Hendrik van Veldeke, die in het Limburgse Maasland actief was en ook in de Duitse literatuurgeschiedenis een grote rol speelt: zijn moedertaal vormde een overgangsdialect en zijn werk is bovendien in verschillende varianten overgeleverd. Van Veldeke schreef een heiligenleven (het Leven van Sint-Servaas, ca. 1170), de Eneïde (ca. 1175) die uiteindelijk teruggaat op de klassieke Aeneis en hoofse minnepoëzie in de stijl van de Provençaalse troubadours. De biografie van Sint-Servaas is ook het enige in het Middelnederlands geschreven werk dat Van Veldeke is overgeleverd. Zijn andere werken, de Eneasroman en zijn liefdesgedichten, zijn alleen bewaard gebleven als handschriften in het Middelhoogduits.

#### Brabant
De oudst bekende Brabantse literatuur dateert vanaf 1260 en omvat onder meer enkele fragmenten uit een bewerking van het Nibelungenlied en de Brugse minneliederen. Een echte verschuiving naar literaire dominantie van het Brabants volgde in de 14e eeuw, met Jan van Boendale en de mysticus Jan van Ruusbroec. Ook de vier abele spelen, ernstige seculiere toneelstukken, werden in het Brabants geschreven. In de 15e eeuw bleef Brabant de literaire scène beheersen. In deze periode ontwikkelden zich ook de rederijkerskamers in Vlaanderen.
Terwijl de literaire activiteit zich in de middeleeuwen dus grotendeels afspeelde in het zuiden van het Nederlands taalgebied, bleef het noorden cultureel en economisch achter. Pas vanaf het einde van de 16e eeuw en vooral in de 17e eeuw kwam daar verandering in (zie #Renaissance en barok).

#### Ridderromans

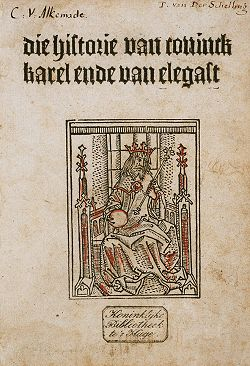
Karel ende Elegast

Ridderromans (ook romances) zijn middeleeuwse verhalen op rijm die vertellen over de avonturen van ridders. Het waren romans voor en over ridders, de onderste laag van de adel, vaak in de volkstaal geschreven, omdat veel ridders geen Latijn kenden.
Oorspronkelijk was romanceliteratuur geschreven in het Oudfrans, Anglo-Normandisch en Provençaals (Occitaans). Later kregen ze navolging van Engelse en Duitse schrijvers. In daaropvolgende romans, met name die van Franse oorsprong, is er een duidelijke tendens om het thema van de hoofse liefde te benadrukken. Ook de meeste van onze ridderromans zijn middeleeuwse verhalen op rijm over avonturen van ridders. De vroegste romances uit het Nederlandse taalgebied waren navolgers van Franse hoofse romans uit die tijd. Deze vertelden verhalen die lange tijd mondeling door rondreizende troubadours overgeleverd waren. Zoals bij Hendrik van Veldeke te zien was, was de ridderroman of romance een literair genre dat in aristocratische kringen heel populair was. Het Maasland bleek in de middeleeuwen een vruchtbare bodem voor schrijvers te zijn, want ook de eerste ridderromans in het Nederlands ontstonden hier: de Trierse Floyris ende Blantseflur, de Limburgse Aiol en de Nederfrankische Tristant. Hoewel het graafschap Vlaanderen op alle vlakken ver vooruit was op de andere streken van de latere Nederlanden, ontstond hier toch pas in de 13e eeuw een ridderroman in de volkstaal. De enige fragmentarisch overgeleverde ridderroman uit Holland van voor 1300 is een bewerking van Parzival.
Ridderromans zijn naar hun thematiek in vier groepen te verdelen:
- de voorhoofse, Frankische of Karolingische romans, waarin Karel de Grote een centrale rol speelt (Karel ende Elegast, Roelantslied, Renout van Montalbaen);
- de iets jongere Brits-Keltische romans of Arthurromans (Ferguut, Walewein);
- de klassieke romans, zoals die door Jacob van Maerlant werden vertaald;
- de oosterse romans (Floris ende Blancefloer, Parthenopeus van Bloys, fragmenten).

#### Middelnederlandse mystiek
Die sonder Minne leven sijn dode.
De Middelnederlandse geestelijke epiek was meestal in dichtvorm opgesteld en kan verder worden onderverdeeld in de uitweidingen over het Nieuwe Testament met als bekendste voorbeeld Vanden Levene ons Heren van Martijn van Torhout en heiligenlevens zoals die van Hendrick van Veldeke, Jacob van Maerlant en Willem van Afflighem.
De belangrijkste vertegenwoordigers waren:
- Beatrijs van Nazareth: Van seven manieren van heiliger minne (ca. 1240);
- Hadewijch: Brieven, Strophische gedichten (ca. 1250);
- Jan van Ruusbroeck: Die Chierheit der gheesteliker Brulocht (1350).

#### Jacob van Maerlant

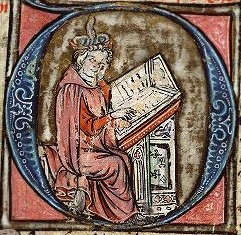
Afbeelding van Jacob van Maerlant in een initiaal uit een van zijn manuscripten

Ook Jacob van Maerlant behoort, samen met onder meer Beatrijs en Hadewijch, tot de geestelijke literatuur. Terwijl deze laatsten schreven voor ingewijden, stelde van Maerlant zich echter blijkbaar tot doel zijn religieuze thema's op een boeiende manier voor (adellijke) leken toegankelijk te maken. Hij was niet alleen een dichter, maar evenzeer een leraar. Van hem zijn vooral volgende werken bekend:
- de Rijmbijbel, een bewerking van de Historia scolastica van Petrus Comestor
- de Spieghel historiael, waarin hij geschiedenis voorstelde als een spiegel van goed en slecht gedrag

#### Dierdichten
Een ander belangrijk genre in de middeleeuwen was het dierdicht. Enerzijds valt hierin de fabel als subgenre te onderscheiden. De bekendste fabels in het Middelnederlands zijn samengebracht in de bundel Esopet (13e eeuw).
Van den vos Reynaerde (van Willem die Madocke maecte) is een episch gedicht en vormt een hoogtepunt in de Middelnederlandse literatuur. Dit omstreeks 1260 geschreven lange gedicht zet het genre van de Karel- en Arthurepiek op zijn kop door dieren als personages ten tonele te voeren in een door de sluwe vos Reinaert gemanipuleerde feodale wereld. Het is een van de weinige Middelnederlandse werken die in het Latijn zijn vertaald; gewoonlijk was het andersom.

#### Beatrijslegende

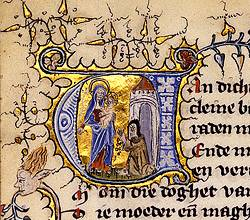
Verluchte initiaal aan het begin van de Beatrijslegende. De beginregels luiden:
Van dichten comt mi cleine bate.
Die liede raden mi dat ict late
Den Haag, Koninklijke Bibliotheek, 76 E 5

Beatrijs is een bekend 14e-eeuws berijmd Mariamirakel over een non die het klooster verlaat uit aardse liefde voor een man, zeven jaar met hem samenleeft, twee kinderen krijgt en uiteindelijk berouwvol terugkeert naar het klooster nadat hij haar heeft verlaten. Daar ontdekt ze dat de Heilige Maagd gedurende haar afwezigheid haar plaats heeft ingenomen. Deze legende in de traditie van de exempelen inspireerde heel wat kunstenaars. De auteur was mogelijk Diederic van Assenede, die het verhaal tijdens een van zijn reizen in Nederland zou hebben opgevangen. Er bestaan ook Franse, Duitse, Spaanse, zelfs Oudnoorse en Arabische versies van het verhaal, dat voor het eerst wordt aangetroffen in een Latijnse prozaverzameling van mirakelen, de Dialogus Miraculorum (Dialoog over mirakelen) (1219-1223) van Caesarius van Heisterbach.

#### Religieus en wereldlijk toneel
Toneelactiviteiten speelden zich voornamelijk af in een stedelijke omgeving voor een burgerlijk publiek. Enerzijds waren er religieuze spelsoorten als mysteriespel, mirakelspel en moraliteit en anderzijds wereldlijk toneel onder de vorm van abele spelen, kluchten (sotternieën) en esbattementen. Zowel in de ernstige als komische stukken schemert de burgerlijke moraal door in opvattingen over onder meer standenverschillen, huwelijk en seksualiteit. Enkele wereldlijke stukken bekend uit het handschrift Van Hulthem (1410) zijn:
- Abele spelen: Esmoreit, Gloriant, Lanseloet van Denemerken, Vanden Winter ende vanden Somer
- Kluchten: Lippijn, De Buskenblaser, Die Hexe, Rubben, Drie daghe here (slechts gedeeltelijk bewaard gebleven).

### Late middeleeuwen: de rederijkers
In de late middeleeuwen gingen amateur-dichters en voordrachtskunstenaars zich, eerst in de Zuidelijke Nederlanden, organiseren in verenigingen ter bevordering van hun kunst. Ze noemden zich naar Frans voorbeeld rhétoriqueurs. De gezelschappen vander Rethorique werden tegen het einde van de 15e eeuw een belangrijke culturele en maatschappelijke macht. Tot de activiteiten van de rederijkerskamers behoorde onder meer het inrichten van dichterswedstrijden, met streng gereglementeerde dichtvormen. Deze kamers domineerden vooral de 15e-eeuwse Nederlandstalige literatuur, maar sommige zoals De Eglantier wisten zich tot ver in de 16e eeuw te handhaven.
Een belangrijk literair genre dat door de rederijkerskamers vanuit Frankrijk werd geïmporteerd, was de rederijkersballade, een variant op de gewone ballade. De gebruikelijkste dichtvormen bij de rederijkers waren verder het refrein, het acrostichon, het rondo of rondeel en de retrograde of kreeftdicht.
Mogelijk de bekendste en talentrijkste rederijker was Anna Bijns, hoewel ze in die mannenwereld omwille van haar sekse geen lid zal geweest zijn van een rederijkerskamer. Andere bekende rederijkers waren de dichter Anthonis de Roovere die in Brugge op 17-jarige leeftijd tot prins werd verkozen, Matthys de Casteleyn, Cornelis Everaert en Peter van Diest, de auteur van de succesrijke moraliteit Elckerlyc.

### Renaissance en barok

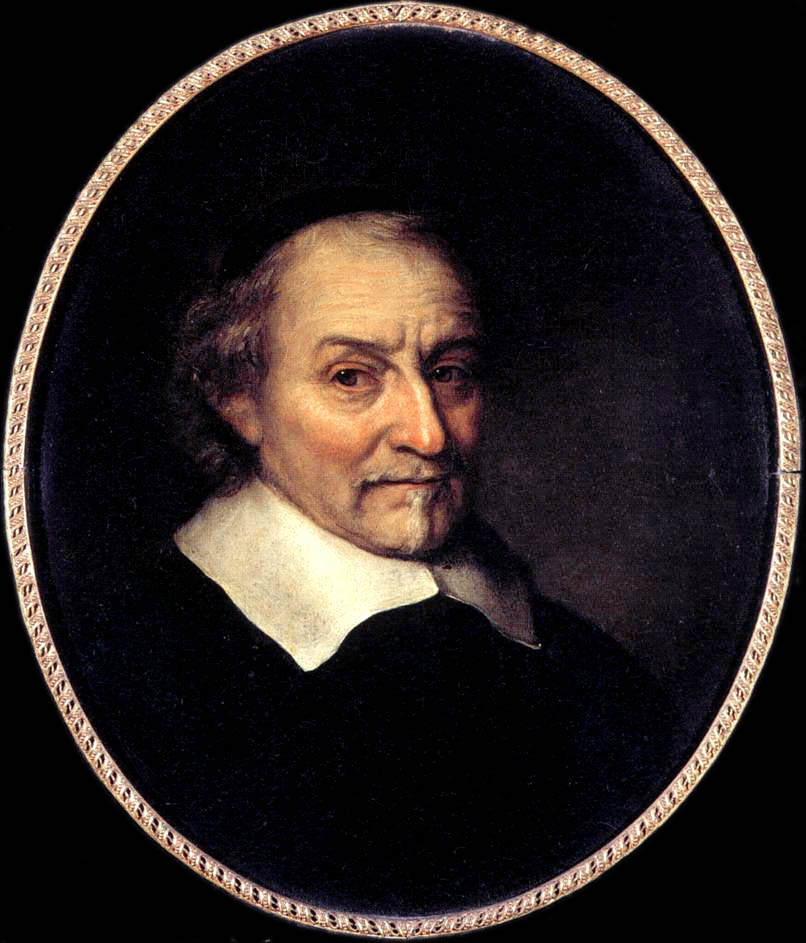
Joost van den Vondel

De bloeitijd van de renaissance viel in de Lage Landen later dan in Italië, namelijk ca. 1600 tot 1669, waarna met het Frans-classicisme nieuwe, strengere voorschriften gangbaar werden in de literatuur. De renaissance verdrong de opvattingen van de rederijkers voor goed verzorgde alexandrijnen, doordachte beelden en geordende gedachten. Het werk van de geringere talenten uit de periode bleef steken in onpersoonlijke vormkunst.
De Italiaanse renaissance, de cultuurbeweging die in de 14e eeuw in Italië was begonnen, kenmerkte zich door een grote interesse voor de klassieke Griekse en Romeinse auteurs en het navolgen en becommentariëren van die auteurs in de Toscaanse volkstaal (translatio, imitatio en aemulatio). Eerst deed de invloed zich gelden in de Franse dichters van La Pléiade en drong zo door tot de noordelijke gebieden. Rond 1550 leek de renaissance in de volkstaal ook in de Lage Landen te zijn doorgedrongen. De belangrijkste bijdrage in Holland leverde de humanist Desiderius Erasmus (1469-1536), de meest geniale en geestige auteur van zijn eeuw, die evenwel buiten de Nederlandstalige literatuur valt omdat hij in het Latijn schreef. Desondanks was zijn invloed op de stichtelijke literatuur van de 16e eeuw groot, met name op de autodidact Dirck Volkertsz. Coornhert (1522-1590), die in zijn werk de godsdienstige verdraagzaamheid voorop stelde. Coornhert schreef betogen, vrome liederen en komedies en vertaalde Homerus en Boëthius. Bovendien was de eerste ethica in de Nederlandse volkstaal van zijn hand, in Zedekunst, dat is wellevenskunste (1585) vormt de perfectionering van de mens door zelfopvoeding het fundamentele principe.
Bij de calvinistische theoloog en politicus Filips van Marnix van Sint-Aldegonde (1540-1598) zat het renaissancisme vooral in de stijl. Zijn hoofdwerk is een zowel polemisch als parodistisch geschrift, De biëncorf der Heilige roomsche kercke (1569). In zijn psalmberijming streefde hij ernaar om getrouwheid aan de grondtekst te combineren met volmaaktheid van taal. Ten slotte is het renaissancistisch element in zowel vorm als inhoud aanwezig bij de Antwerpenaar Jan van der Noot (1539-1595), die met zijn Cort begryp der XII boecken Olympiados (1579) en Lofsang van Braband (1580) de vormen ode en sonnet in de Nederlandse literatuur introduceerde. Hij combineerde klassieke motieven met individualisme en een ideaal van dichterlijke onsterfelijkheid.

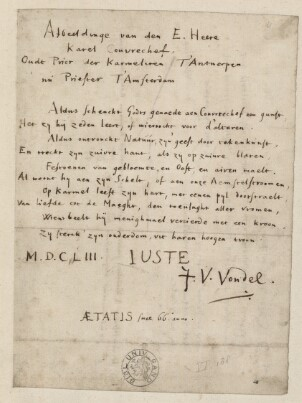
Origineel manuscript van gelegenheidsgedichten geschreven door Joost van den Vondel, meest aangeboden aan Karel Couvrechef. Opgesteld in de 17e eeuw.

De stad Leiden ontwikkelde zich tot het Nederlandse centrum van de humanistische en renaissancistische cultuur. Niet alleen was de stad een centrum van Neolatijnse literatuur door de aanwezigheid van geleerden als Josephus Justus Scaliger (1540-1609) en Daniël Heinsius (1580-1655), maar de uitgevers Plantijn en Elsevier brachten de stad internationale bekendheid.
Na de Val van Antwerpen in augustus 1585 stokte de ontwikkeling van de literaire renaissance in het Zuiden. De volgende twee eeuwen domineerde het Noorden, waar duizenden getalenteerde Zuidnederlanders zich hadden gevestigd, met medeneming van hun cultuur en handelsrelaties. In Haarlem vestigde zich de invloedrijke schilder-dichter Karel van Mander (1548-1606), auteur van het Schilder-boeck (1604). Binnen tien jaar na de val van Antwerpen was Amsterdam de toonaangevende metropool geworden.
In de 17e eeuw beleefde de Republiek een Gouden Eeuw, terwijl het Zuiden de katholieke invloed van de contrareformatie onderging. De literatuur in de Zuidelijke Nederlanden behield daardoor een hoofdzakelijk rooms-katholiek karakter. Terwijl in de Republiek de opdrachtgevers van literatoren veelal behoorden tot de stedelijke bovenlaag, bleven in het zuiden de Rooms-Katholieke Kerk en de adel de grootse opdrachtgevers.
Coornhert publiceerde in 1584 met de koopman Hendrik Laurensz. Spiegel (1549-1612) een Twe-spraack van de Nederduitse letterkunst, een naar klassiek model opgezette Nederlandse spraakkunst. Zijn vriend Roemer Visscher (1547-1620) was een moraliserend volksdichter.
In 1601 begon de werkelijke renaissance, in dat jaar keerde Pieter Corneliszoon Hooft, zoon van de Amsterdamse burgemeester C.P. Hooft terug van zijn reis door Frankrijk en Italië, die hem tot een echte renaissancegeest had gevormd. Met zijn vooral amoureuze liederen en sonnetten, en het herdersspel Granida (1605) ontwikkelde hij zich tot de leider van de jonge generatie literatoren. Hooft, de arts Samuel Coster (1579-1665) en de als schilder opgeleide Gerbrand Adriaensz. Bredero (1585-1618) zorgden voor een bloeiend literair leven in de bestandsperiode, getuige onder meer de achtereenvolgende opvoeringen van Bredero's Moortje in 1615, Hoofts Warenar in 1616 en Bredero's Spaanschen Brabander in 1617. Ook in 1617 werd de Eerste Nederduytsche Academie opgericht, die behalve als rederijkerskamer ook een scholing in de volkstaal wilde bieden. Van alle drie de toneelschrijvers werden hier spelen opgevoerd. In dit tijdvak verscheen ook het eerste toneelwerk van Joost van den Vondel (1587-1679), Het Pascha (1612).
Het lot van Johan van Oldenbarnevelt, die in 1618 gevangen werd genomen en het volgende jaar terechtgesteld, betekende een cesuur tussen het eerste kwart van de eeuw en de rest, de feitelijke gouden eeuw. In deze periode is Vondel, in Keulen geboren, maar met een Antwerpse achtergrond, langdurig de leidende figuur. Hij ontwikkelde zich na een periode als hekel- en lofdichter als dramaturg die een oeuvre van ongeveer evenveel Bijbelse als niet-Bijbelse drama's schreef. Onder de laatste bevinden zich het historiespel Gysbreght van Aemstel, geschreven voor de opening van de nieuwe Amsterdamse stadsschouwburg in 1637, en de theologische verbeelding Lucifer uit 1654. Vondel was een figuur van nationale allure, ook al was hij van doperse afkomst, sinds ongeveer 1640 katholiek en onverhuld anticalvinistisch. Van een artistieke krachtmeting met Hooft was geen sprake, omdat die zich had ontwikkeld tot een historicus voor wie Tacitus het grote voorbeeld was. Zijn Nederlandsche Historien (1642) beïnvloedden het beeld van de Opstand tot de dood van Willem van Oranje blijvend.
Duidelijk calvinistisch zijn de geschriften van drie niet-Amsterdamse dichters. De staatsman Jacob Cats (1577-1660) produceerde moraliserende, op rijm gestelde vertellingen van burgerlijke snit (Trou-ringh, 1637). De diplomaat Constantijn Huygens (1596-1687) was principieel en kritisch in zijn satire op de modezucht Costelick mal (1622) en het hofdicht Hofwyck (1651) en schreef honderden puntdichten die de sterke invloed van Francis Bacon en John Donne laten blijken. De theoloog Jacob Revius (1586-1658) schreef dogmatische, strijdlustige gedichten.
Deze generatie schrijvers werd opgevolgd door een generatie van minder begaafde literatoren. De Zuidnederlander Adriaan Poirters (1605-1674) was een volgeling van Cats. Andere figuren waren de uit Dordrecht afkomstige Jeremias de Decker (1609-1666) en de Gelderse dominee Willem Sluyter (1627-1673). Verwant aan Bredero was het werk van de rebelse Amsterdamse arts Willem Godschalck van Focquenbroch (1630-1674). De barokke dramaturg Jan Vos (ca. 1615-1667) schreef Aran en Titus (1641) en Medea (1667). Als opvolger van Hooft als historicus kan Gerard Brandt (1626-1685) beschouwd worden, die onder meer Leven van Michiel Adr. de Ruyter (1687) schreef.
Het belangrijkste proza uit de 17e eeuw is de Statenvertaling, een vertaling van de Bijbel uit de grondtaal. Deze verscheen in 1637 en was het resultaat van vijftien jaar vertaalarbeid door een groep vertalers, inclusief vertalers uit het Zuiden. Deze vertaling had grote invloed op de ontwikkeling van het Nederlands als cultuurtaal.
De barokliteratuur ontwikkelde zich in de Noordelijke Nederlanden maar weinig. Dat was in de Zuidelijke Nederlanden meer het geval, waar de contrareformatie meer invloed had. Anna Bijns viel de lutheranen om hun afvalligheid hard aan. Andere schrijvers en dichters in de geest van de barok waren Lambertus Vossius, Cornelis de Bie, Justus de Harduwijn (1582-1641), de satireschrijver Richard Verstegen, dichter Daniël Bellemans (1640-1674), Adriaan Poirters (1605-1674) – ook de Roomse Cats genoemd – en Michiel de Swaen (1654-1707).
Naarmate de 17e eeuw vorderde, trad een zekere verstarring op, waarbij de klassieke voorbeelden steeds meer verwerden tot voorschriften en ook nauwelijks van het jambische metrum werd afgeweken. De constructie van het drama lag nauwkeurig vast en daarmee won het verstand het van talent. De Nederlandse renaissance eindigde met de oprichting van Nil Volentibus Arduum in 1669 en de publicatie van de poëticale theorieën van Andries Pels (1631-1681), een van de leiders.
Ook de populaire literatuur kwam in deze periode sterk op in de vorm van gedrukt werk dat verspreid werd onder het gewone volk. Van deze pamfletten, almanakken, schoolboeken, liederen is mettertijd vrijwel niets bewaard gebleven.

### Frans-classicisme
Ook het Frans-classicisme inspireerde zich op klassieke auteurs. In deze stroming werd navolging echter verbonden aan strengere regels en het classicisme streefde naar het voorbeeld van eigentijdse Franse schrijvers als Pierre Corneille ook een grotere helderheid na. In de Nederlanden kan 1669 als begindatum van het classicisme worden gezien. Dat jaar werd immers het eerste classicistisch dichtgenootschap Nil Volentibus Arduum (Niets is moeilijk voor hen die willen) opgericht. Tegelijk worden deze laatste decennia van de 17e eeuw samen met de hele 18e eeuw vaak als een periode van literair verval gezien, omdat navolging belangrijker werd dan het scheppen van daadwerkelijk nieuwe kunst. De toneelstukken werden aan het eind van de 17e eeuw gewelddadiger met meer moord en doodslag dan voorheen, terwijl de gedichten hoofdzakelijk voortborduurden op Hooft en Vondel.
In 1671 verscheen de liederenbundel Duytse lier van de graveur Jan Luyken (1649-1712), die bekend staat als de mooiste uit de tijd. De bundel is een toonbeeld van evenwicht tussen eenvoud en raffinement, van geïnspireerde 17de-eeuwse erotiek en 18de-eeuwse arcadische stilering. Daarna legde Luyken zich toe op het protestantisme van zijn opvoeding en diende zijn geloofsovertuiging met zijn dubbeltalent als graveur en dichter in een reeks emblematabundels: Jesus en de ziel (1678), Voncken der liefde Jesu (1678), Het menselijk bedryf (1694), De onwaardige wereld (1710) en De bykorf des gemoeds (1711) vormen samen de meest bewonderenswaardige reeks emblematabundels (...) die de Nederlandse literatuur kent. Zo zette hij de tweehonderd jaar oude emblamatatraditie voort en voltooide die. Vanwege de niet-modieuze aard van zijn werk was hij toch afgezonderd van zijn schrijvende tijdgenoten.
Tot de bekendste Nederlandstalige dichters en dramaturgen van de late 17e eeuw behoren Andries Pels, Lodewijk Meyer en Thomas Asselijn. Andere belangrijke auteurs en toneelschrijvers uit de 18e eeuw zijn Pieter Langendijk en Hubert Kornelisz. Poot. Voorbeelden van toneelstukken uit deze periode zijn:
- Jan Klaaz of gewaande dienstmaagd (1682) een blijspel van Thomas Asselijn.
- Achilles (1719) van Balthazar Huydecoper, een tragedie in Frans-classicistische stijl.
- Eneas en Turnus (1705) van Lucas Rotgans wordt beschouwd als het beste voorbeeld van een klassiek drama in het Nederlands.[5]
- Het Wederzijds Huwelijksbedrog (ca. 1714), een komedie van Pieter Langendijk.

### Verlichting (ca. 1730 – ca. 1800)

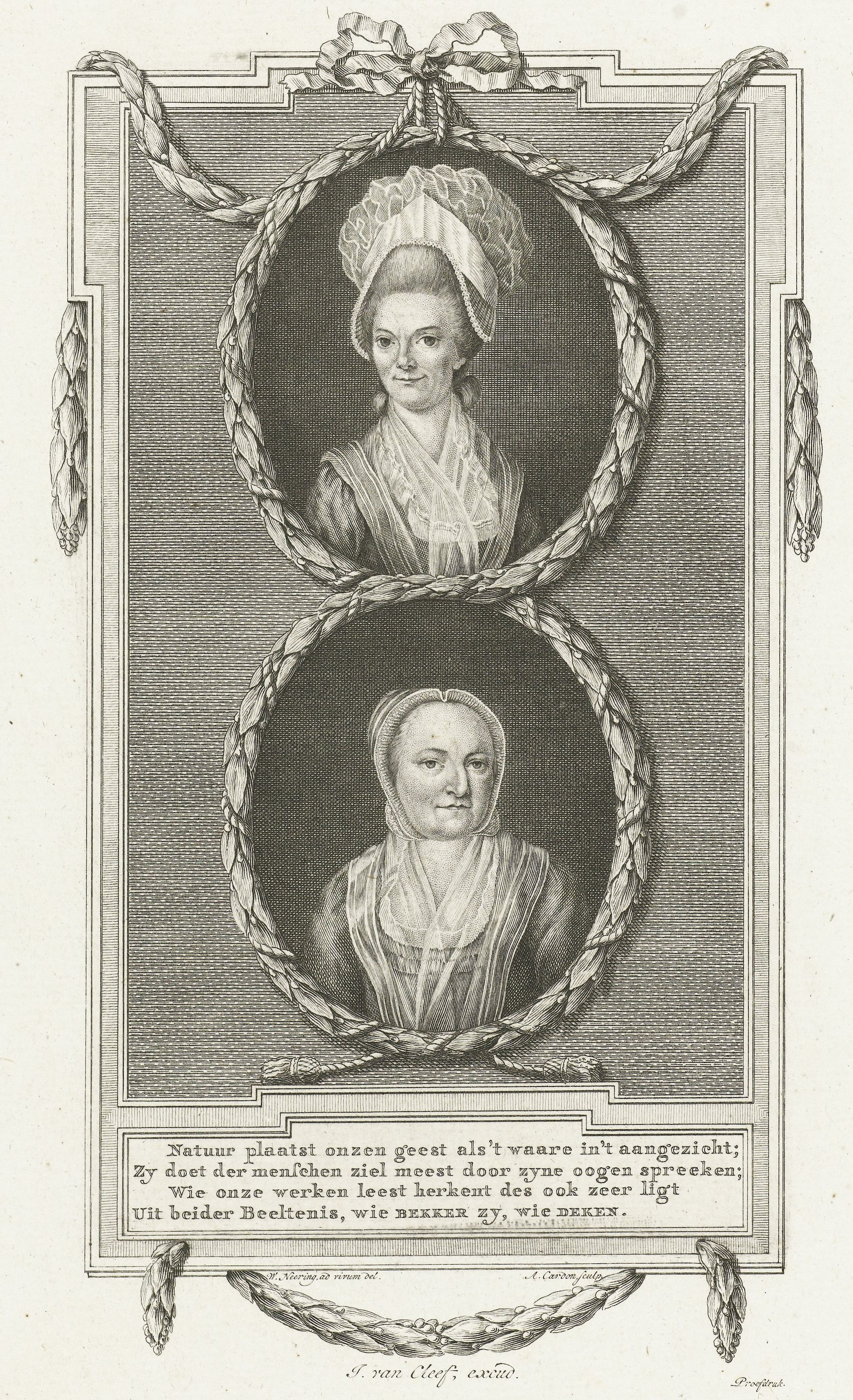
Betje Wolff en Aagje Deken, schilderij van Antoine Cardon uit 1784

De verlichting werd in het algemeen gekenmerkt door progressivisme, wat zich op literair vlak eigenlijk alleen in het proza deed gelden. Toneel en poëzie bleven neoclassicistisch. Een belangrijk nieuw literair genre was de episch-didactische literatuur, met het imaginair reisverhaal als belangrijkste exponent. Ook de roman in zijn huidige vorm kwam in deze periode op als eigen genre,:92 hoewel de eerste Nederlandstalige romans al ruim een eeuw eerder verschenen. Een van de bekendste Nederlandstalige werken uit deze periode was Willem van Harens episch gedicht Gevallen van Friso uit 1741, waarin hij het lot beschrijft van de legendarische eerste koning der Friezen. In zijn portrettering van Friso toonde Van Haren zich een ware discipel van het 18e-eeuwse rationalisme en van de verlichting. Friso was bij Van Haren het prototype van de moderne koning, de verlichte vorst die bij het bestuur van zijn land slechts aanvaardde wat de rede hem ingaf. Tijdgenoot Willem Bilderdijk bestreed deze vorm van rationele en verlichte literatuur met verve en ijverde in de periode van de romantiek voor een meer christelijk geëngageerde literatuur.
Na 1750 werden veel literaire genootschappen opgericht en daar begon voor de meeste schrijvers ook een carrière in de letteren. Een nieuw genre uit deze tijd waren de spectators, weekbladen die de middenklasse als doelpubliek hadden, en de zedenkundige briefroman. De Hollandsche Spectator, die verscheen van 1731 tot 1735, was er een van. Onder invloed van Jean-Jacques Rousseau veranderden de heersende ideeën over opvoeding.:98 Mede onder invloed daarvan kwam ook de jeugdliteratuur vanaf het midden van de 18e eeuw echt op, vanaf toen werden verhalen en gedichten geschreven die speciaal voor een jeugdig publiek bedoeld waren. Voorheen waren er ook al wel jeugdboeken geweest, maar dit waren vooral bewerkingen van verhalen voor volwassenen.
In 1779 verscheen in Gent de eerste editie van Den Vlaemschen indicateur, een Nederlandstalig weekblad. Eerder waren alle tijdschriften in de Zuidelijke Nederlanden Franstalig geweest, op enkele lokale kranten na.

#### Belangrijkste auteurs en werken
Justus van Effen (1684-1735) liet in 1731 het eerste nummer van de door hem opgerichte Hollandsche Spectator verschijnen, een periodiek met een inhoudelijke opzet volgens de buitenlandse spectators. Hiëronymus van Alphen (1746-1803) was vooral bekend om zijn opvoedende kindergedichten in de bundel Proeve van kleine gedigten voor kinderen die in 1778 verscheen, waarna nog twee delen volgden. Betje Wolff (1738-1804) publiceerde zowel individueel als samen met haar vriendin Aagje Deken. Van hun zedenkundige briefromans is vooral de Historie van mejuffrouw Sara Burgerhart uit 1782 bekend geworden. De Zeeuwse dichter Jacobus Bellamy (1757-1786) publiceerde anoniem Gezangen mijner jeugd (1782) en het patriottistische Vaderlandsche gezangen van Zelandus (1783). Rhijnvis Feith (1753-1824) werd bekend als criticus en als sentimenteel auteur van de roman Julia uit 1783.

### Overgangsfase 1800–1820
In deze periode liep de verlichting ten einde en werd de invloed van de romantiek sterker. Vooral het Zuiden had geleden onder het Frans Napoleontisch bewind (1790-1813). Theaters die Nederlandse stukken opvoerden werden gesloten, Nederlandse boeken en tijdschriften waren verboden en het onderwijs werd bijna volledig verfranst. Pas na het vertrek van de Franse bezetters in 1813 bloeide het letterkundig leven terug op. Literatuur in die tijd was veelal te beluisteren in genootschappen en sociëteiten waar werd voorgedragen. Er bloeide een vorm van nationalisme op die expressie vond in gedichten als Wien Neerlands bloed van Hendrik Tollens, De Hollandsche taal van Cornelis Loots en zeer uitgesproken in De Hollandsche natie van Jan Frederik Helmers.

### Romantiek ca. 1820 – ca. 1840
Poëzie is eenzelvig. Zij is uitstorting van overstelpend gevoel.— Bilderdijk

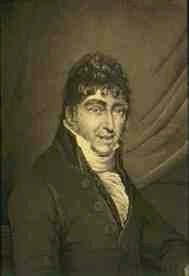
Willem Bilderdijk

De romantische beweging was in de Lage Landen veel minder uitgesproken dan bijvoorbeeld in Engeland. De Nederlandstalige auteurs werden vooral beïnvloed door Engelse romantici als Walter Scott en Lord Byron en door de Franse auteurs Victor Hugo en Alphonse de Lamartine. In 1833 werd in Leiden de Rederijkerskamer van Uiterlijke Welsprekendheid opgericht, waarin het werk van voornoemde auteurs werd gelezen en vertaald.:25-26
De Nederlandse literatuur begaf zich in deze periode op twee paden, sommigen volgden Willem Bilderdijk en Het Réveil, anderen werden vooral geïnspireerd door Walter Scott en diens historische romans. Auteurs die zich toelegden op dit laatste genre waren onder meer Aernout Drost, Jacob van Lennep, Jan Frederik Oltmans, A.L.G. Bosboom-Toussaint en in Vlaanderen Hendrik Conscience. In deze periode werd ook het op tot heden bestaande literaire tijdschrift De Gids (1837) opgericht.
Enkele belangrijke auteurs:
- Willem Bilderdijk (1756-1831) liet een oeuvre na van ongeveer 300.000 versregels. Zijn werk onderging duidelijk de invloed van de romantiek.
- Isaäc da Costa (1789-1860), een leerling van Bilderdijk; ook zijn poëzie is doordrenkt van religieuze gevoelens.
- de dichters Hendrik Tollens en Jan Fredrik Helmers, behorend tot de dominee-dichters.
- de dichter David Jacob van Lennep en zijn zoon Jacob van Lennep.
- schrijvers van historische romans zoals Margaretha Jacoba de Neufville met De Schildknaap (1829) en Hendrik Conscience met De Leeuw van Vlaanderen of de slag der gulden sporen (1838).

Er kwamen uiteraard ook tegenreacties. Een groep van dichters, onder wie J.J.L. ten Kate en A. Winkler Prins zich het actiefst toonden, verzetten zich tegen het gedweep met het romantisme. In hun volledig in versvorm geschreven satirische tijdschrift Braga (1842) staken zij vooral met Byron en Beets de draak.

### Realisme ca. 1840 – ca. 1880

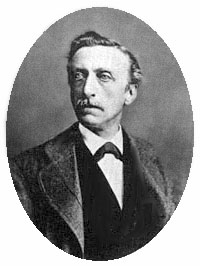
Multatuli

Er volgde geen scherpe breuk met de romantiek in deze periode. Een uitloper van het romantische genre was de humorcultus. De bekendste auteurs in dit genre zijn de dichters Gerrit van de Linde, alias de Schoolmeester, en François Haverschmidt, alias Piet Paaltjens. Ze maakten gebruik van situaties uit de realiteit, maar overdreven dit zodanig dat het absurd wordt. Er werden ook nog net als voorheen historische romans geschreven. Wat bij het realisme wel duidelijk naar voren kwam, was dat critici zich vooral interesseerden in de bedoeling van het werk, dus of het stichtelijk was, of het de lezer een voorbeeld voorhield.
Een nieuw genre dat opgang maakte onder invloed van La physiologie du marriage (1829) van Honoré de Balzac waren de fysiologieën waarbij individuen werden beschreven die model stonden voor een bepaalde groep. Nicolaas Beets (Hildebrand) beschreef bijvoorbeeld een boerin op zodanig typerende manier dat de lezer een beeld kreeg van dé boerin. Hetzelfde bij Johannes Kneppelhout, die het over dé student had, terwijl hij een hele groep wilde typeren.
De tendensliteratuur beoogde ook verhalend proza met een onverhulde boodschap te brengen. Het genre was al wereldwijd bekend door Harriet Beecher Stowes aanklacht tegen de slavernij in de roman De hut van Oom Tom (Uncle Tom's Cabin). In de Nederlanden was de belangrijkste vertegenwoordiger van dit genre Multatuli, die in zijn Max Havelaar (1860) met meesterschap het Nederlands bestuur in Nederlands-Indië bekritiseerde. Ook Jacob Jan Cremer had voordien al veel succes met zijn novelle Fabriekskinderen, een bede doch niet om geld (1863), dat een aanklacht was tegen kinderarbeid in de fabrieken. Daarnaast schreven Nederlanders in het door Nederland gekoloniseerde Indië over de samenleving waarin zij vertoefden. De Indische roman werd zo een nieuw subgenre binnen de Nederlandse literatuur.
Op gebied van vorm werd nu de voorkeur gegeven aan een sobere schrijfstijl boven het bombastische uit de romantiek. Het realisme durfde ook taboes te doorbreken: Jacob van Lennep beschreef in De lotgevallen van Klaasje Zevenster uit 1866 een bordeel en Conrad Busken Huet behandelde in zijn roman Lidewijde uit 1868 het probleem van de echtscheiding. Guido Gezelle maakte in zijn poëzie gebruik van alledaagse woorden in het West-Vlaams dialect om zijn gevoelens te uiten.

#### Dramatiek
In de loop van de 19e eeuw werden het salonstuk en het uit Frankrijk afkomstige melodrama twee nieuwe belangrijke toneelgenres. De meeste toneelstukken uit deze tijd zijn vertalingen. In een poging het Nederlandstalige toneel een steuntje in de rug te geven, werden er enkele verenigingen opgericht, zoals Het Tooneelverbond (1870). Met name Multatuli droeg in deze tijd veel aan het toneel bij. Helemaal aan het eind van de 19e eeuw kwam er een echte vernieuwing op gang, het toneel werd steeds realistischer.

### Moderne letterkunde 1880-1945

#### De Tachtigers ca. 1880 – ca. 1894
Ja, Revolutie, algeheele Revolutie tegen u, 
 ouwelijke heren!— Kloos

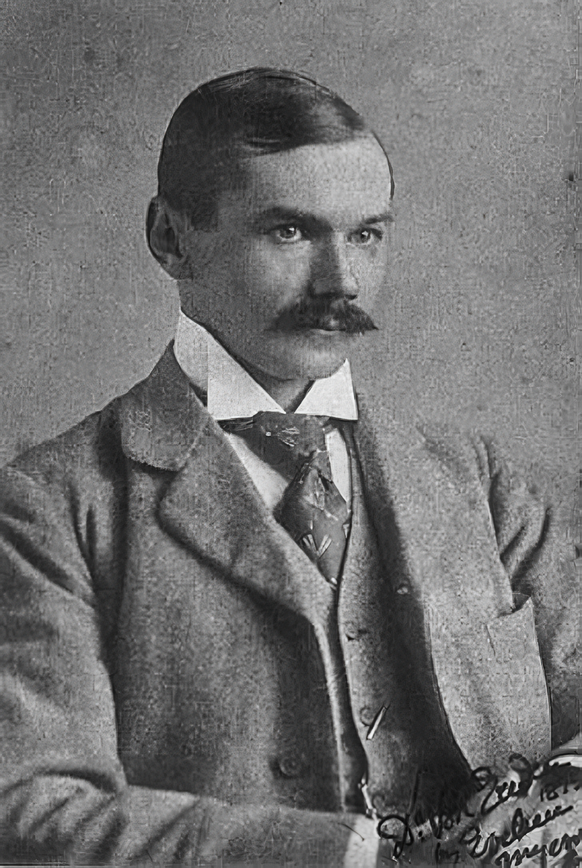
Van Eeden, 1895

De generatie schrijvers vanaf 1880 die de literatuur wilden vernieuwen, zagen zichzelf als revolutionairen. De kunst mocht in hun visie geen ander doel dienen dan de kunst zelf (L'art pour l'art) en er kwam een sterke benadrukking van het esthetische, de symboliek in de kunst en de eigenheid van de individuele kunstenaar (Kunst is de allerindividueelste expressie van de allerindividueelste emotie). De uitgangspunten bleken niet voor elke Tachtiger lang houdbaar, de revolutie zorgde weliswaar voor een abrupte vernieuwing van de poëzie die door het moralisme van de dominee-dichters was beheerst, maar de groep als beweging bleef niet lang in stand.
De Nieuwe Gids (1885) was het tijdschrift van de Tachtigers. Belangrijke vertegenwoordigers van de Tachtigers waren:
- Willem Kloos
- Albert Verwey
- Frederik van Eeden
- Marcellus Emants
- Lodewijk van Deyssel
- Herman Gorter
- Louis Couperus, was geen lid van de Beweging van Tachtig, maar werd er wel sterk door beïnvloed.[10]

#### De Negentigers ca. 1890 – ca. 1910
Drongen niet woorden tot mij binnen

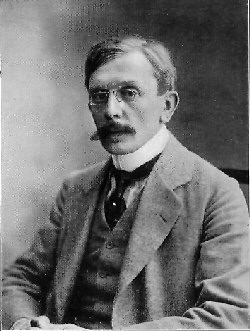
P.C. Boutens

Buiten den weg der doove zinnen— P.C. Boutens, Stemmen
Kenmerkend voor de periode is dat wat afstand wordt genomen van het individualisme, het sensitivisme en de aandacht voor de waarneembare werkelijkheid. Door de poëzie krijgt symbolisme in de literatuur meer belang. Zo is er ook meer interesse voor mystiek en occultisme. In het algemeen kan ook worden gesteld dat auteurs op een meer bezonken manier wilden reflecteren op de metafysische grondslagen van de werkelijkheid. Ook het uitdrukken van ideeën die de maatschappij ten goede kunnen komen, werd nu belangrijk gevonden, kunst als gemeenschapskunst. Prominente auteurs en symbolisten uit deze periode zijn J.H. Leopold, P.C. Boutens en Karel van de Woestijne. Gemeenschapskunstenaars waren Albert Verwey, hoofdredacteur van De Beweging, en de socialistische dichteres Henriette Roland Holst, wier bundel De Nieuwe Geboort in 1902 verscheen toen ze zich pas tot het socialisme had bekeerd.
In dit fin-de-siècleklimaat werd ook Van Nu en Straks opgericht (1893), het eerste moderne Vlaamse tijdschrift, dat als reactie tegen het provincialisme meer aansluiting zocht bij internationale kunststromingen. Redactieleden van het eerste uur waren Cyriel Buysse, Emmanuel De Bom, Prosper Van Langendonck en August Vermeylen. Ook Stijn Streuvels, Herman Teirlinck en anderen droegen door hun werk bij aan de bloei van de Vlaamse literatuur in deze periode.

#### Neoclassicisme en neoromantiek
De dichters J.C. Bloem en A. Roland Holst waren de drijvende krachten achter de generatie 1910 die in het tijdschrift De Beweging de nieuwe generatie vertegenwoordigen. In de Geschiedenis van de Nederlandse literatuur tussen 1885-1985 sprak Ton Anbeek niet over de generatie 1910, maar over het neoclassicisme. De dichters van deze stroming zetten zich af tegen de Tachtigers en keerden in hun poëzie terug naar een vaste vormentaal. Het streven naar originele beeldspraak kreeg bij hen een minder prominente plaats. Daarmee was het een terugkeer naar de traditie die deze jonge dichters vooropstellen. Onder hen bevond zich ook de dichter Geerten Gossaert, die sprak over de bezielde retoriek van deze nieuwe generatie, die de traditie met een oorspronkelijke stem trachtte te combineren.
Ook in proza was er een reactie tegen het voorgaande naturalisme. De romanciers, zoals ze zichzelf noemden, hadden niet genoeg meer aan een objectieve beschrijving van de werkelijkheid. Zo maakte de aandacht voor het heden plaats voor verhalen over een gedroomd verleden. De bekendste schrijvers in dat genre – dat neoromantiek werd gedoopt – waren Arthur van Schendel (Een zwerver verliefd, 1904) en Aart van der Leeuw (Ik en mijn speelman, 1927).

#### Avant-garde en modernisme 1916-1930
Het modernisme en avant-garde waren vernieuwingen binnen de literatuur zoals die optraden in het interbellum – de periode tussen de twee wereldoorlogen – en meer in het bijzonder naar de stroming die het vernieuwende proza beschrijft tussen 1920 en 1940.
Tijdschriften die de bode speelden van de vernieuwing van de avant-garde waren in Vlaanderen Ruimte en in Nederland Het Getij, waar onder anderen Herman van den Bergh aan meewerkte, en De Vrije Bladen met Hendrik Marsman.
In de periode 1920-1940 schreven een aantal auteurs die weliswaar tot het modernisme gerekend worden, maar dan van een soort dat niet-avant-gardistisch is: Carry van Bruggen met haar scherpzinnig analyserende romans, de literaire broeders Menno ter Braak en E. du Perron met essayistiek en ander proza, en Martinus Nijhoff als advocaat van het gewone woord in de moderne poëzie. Forum (1932-1935), waarvan ter Braak samen met Du Perron de redactie aanvankelijk aanvoerde, en Criterium dat in 1940 werd opgericht door jonge literators, waren toonaangevende tijdschriften tijdens het interbellum. Bertus Aafjes werkte er voor, alsook Anton van Duinkerken en Ed. Hoornik.
Niet alleen binnen de literatuur, maar ook bij de beeldende kunsten ontstonden in de jaren na de Eerste Wereldoorlog allerlei experimentele kunststromingen die zich afzetten tegen bestaande traditionele opvattingen. Daarbij vond ook kruisbestuiving plaats. Zo vond het expressionisme van schilders als Franz Marc en Permeke een tegenhanger in het Vlaamse literaire expressionisme van Paul van Ostaijen. Deze laatste zou evolueren naar dadaïstische dichtvormen, waarbij elke binding met de werkelijkheid lijkt weg te vallen, een vorm die getypeerd wordt door een zeer vrije typografie en bladspiegel.

#### Interbellum 1930-1940
Is het dan niet meer voldoende om een vent te zijn?— Ter Braak
De invloedrijkste tijdschriften uit deze periode waren Forum en Criterium en verder Het Getij en De Vrije Bladen. Binnen Forum barstte een controverse los over de vorm of vent-kwestie, een discussie over wat de aard en functie van poëzie moest zijn. Voorstanders van een autonome vormentaal in de poëzie waren Nijhoff, Marsman en van Ostaijen, terwijl anderen voorstander waren van de parlandopoëzie of poésie parlante als onderdeel van de nieuwe zakelijkheid en de communicatieve, ethische opdracht van de dichter minstens even belangrijk vonden als het esthetische en creatieve aspect. Ter Braak en zijn vriend Du Perron waren laatstgenoemde mening toegedaan. Volgens de aanhangers van de vent-richting riskeerde poëzie steriel te worden als zij te zeer geconcentreerd was op vorm en het levensbeschouwelijke veronachtzaamde.
Binnen de redactie van Forum, dat dus een gewone taal voorstond en de sierpoëzie verwierp, zetten ter Braak en Du Perron de toon, met medewerking van de belangrijkste Belgische romanschrijvers van het ogenblik, Maurice Roelants, Marnix Gijsen, Gerard Walschap en Willem Elsschot. De dichters Jan Greshoff en J. Slauerhoff behoorden ook tot deze groep.
Los van Forum werkten Nederlands top drie-romanciers uit het interbellum, Simon Vestdijk, Ferdinand Bordewijk en Arthur van Schendel.
Een van de belangrijkste dichters van zijn generatie en van de Nederlandse literatuur in haar geheel, was Gerrit Achterberg. Hij wijdde zich volledig aan de poëzie. In 1931 publiceerde hij zijn eerste bundel Afvaart en hij bleef tot aan zijn dood werken aan hetzelfde thema, het onderhandelen met de dood over het terugbrengen van zijn gestorven geliefde.
In de jaren 1930 keerde men zich ook af van het psychologisch realisme van de huiskamerromans en damesromans – er waren relatief veel vrouwelijke beoefenaars van dit genre – van de twee decennia ervoor, dat was voortgekomen uit de school van Herman Robbers. In plaats daarvan werden rond 1930 de streekroman en de toekomstroman populair, met auteurs als Antoon Coolen, Anne de Vries, Theun de Vries, Maurits Dekker en F. Bordewijk. Binnen de romanwereld bloeide nu ook de nieuwe zakelijkheid.:204-206

#### De Tweede Wereldoorlog
Tijdens de Tweede Wereldoorlog werd door de Duitse bezetters de Nederlandsche Kultuurkamer opgericht, een instantie waarvan alle soorten kunstenaars lid van moest worden als zij hun beroep wilden blijven uitoefenen. Bij deze groep sloten zich relatief weinig Nederlandse schrijvers (ca. 30%) aan. De meesten die zich bij deze vereniging hadden aangesloten, werden na de oorlog als collaborateurs beschouwd en in ereraden veroordeeld. De Eereraad voor de Letterkunde, voorgezeten door F. Bordewijk, veroordeelde de meeste collaborateurschrijvers tot een publicatieverbod van enkele jaren. Schrijvers die tijdens de oorlog niet collaboreerden hadden het erg moeilijk, als ze al niet in kampen werden opgesloten zoals Simon Vestdijk, konden ze niet in het openbaar publiceren. Sommigen schreven in clandestiene tijdschriften zoals Het Parool, Trouw en Vrij Nederland. De literatuur uit de oorlogsjaren bestond hoofdzakelijk uit verzetspoëzie, waarvan een deel al tijdens de oorlog bijeen werd gebracht in bundels zoals het Geuzenliedboek (1943) en Het vrij Nederlands liedboek. Een zeer bekend geworden verzetsgedicht is De achttien doden van Jan Campert, dat ook de eerste uitgave van De Bezige Bij was.

### Letterkunde 1945-2000

#### De jaren 1945-1960
In de eerste periode na de Tweede Wereldoorlog bepaalde de oorlog het perspectief op de nieuwe literatuur. Exemplarisch hiervoor is de indeling van het naoorlogse proza die Stuiveling in 1953 ziet. Ten eerste ziet hij de herleving van de historische roman, bij S. Vestdijk, Theun de Vries en in een romantischer gedaante bij Hella S. Haasse, als de uiting van maatschappelijk onbehagen in de vorm van een tegenwicht, namelijk van 'de bezielende herinnering aan het voorbije'. Als tweede stroming ziet hij het humoristische genre, beoefend door J.J. Klant, Henriëtte van Eyck, Belcampo, Bomans en Carmiggelt. Ook hier zou sprake zijn van een tegenwicht tegen de ontgoocheling die de oorlog heeft veroorzaakt. De derde stroming is wel 'ontluisterend realisme' genoemd en hier gaat het om auteurs die in de oorlog volwassen werden en wier werk zich kenmerkt door zinledigheid en walging. Stuiveling geeft hier het beeld zoals de literaire kritiek dat al sinds november 1947 huldigt, toen de roman De avonden van Gerard Reve verscheen. De belangrijkste andere romans die dat beeld bevestigen zijn De tranen der acacia's en Ik heb altijd gelijk van Willem Frederik Hermans.
In 1946 verschijnt in het tijdschrift Criterium de novelle De ondergang van de familie Boslowits van Reve, door Brems omschreven als 'het volstrekte tegendeel van heroïek of getuigenisliteratuur.' Simon, de ik-verteller, vertelt hoe hij als kind kennismaakt met de familie die uiteindelijk ten prooi valt aan de Jodenvervolging. Trivialiteiten over het alledaagse leven voeren de boventoon; de spanning wordt opgewekt door het verzwijgen van wat de lezer weet. Nergens valt het woord 'Jood'.
Het beroemdste oorlogsdagboek uit de Nederlandse literatuur is Het Achterhuis van Anne Frank, dat in 1947 door haar vader uit werd gegeven. Na de oorlog was er in de literatuur een omslag merkbaar. Kenmerkend voor het ontluisterend proza van na de oorlog zijn een hoofdpersoon zonder idealen, een anti-intellectuele toon en een nadruk op lichamelijkheid die een weinig verheven visie op de liefde toont. De grote maatschappelijke veranderingen na de oorlog hadden uiteraard ook hun weerslag op de literatuur. Met name de schrijvers van de nieuwe generatie, onder wie Gerard (Kornelis van het) Reve, keerden zich af van de traditionele burgerlijke waarden waarin zaken als huiselijkheid en een gezin centraal stonden. Dit is terug te zien in hun werk.:227-229
Niet alleen werden er vanzelfsprekend veel boeken geschreven waarin op de periode 1940-1945 werd teruggeblikt, zoals Het bittere kruid van Marga Minco en Kinderjaren van Jona Oberski. De vernieuwing, ontluisterend realisme, kenmerkt zich doordat idealisme afwezig leek te zijn in het proza. In de plaats kwam de beschrijving van de rauwe werkelijkheid, de onmenselijkheid en veel aandacht voor lichamelijkheid en seksualiteit. In Vlaanderen waren Hugo Claus en Louis Paul Boon de belangrijkste vertegenwoordigers van deze nieuwe stroming. Samen richtten zij in 1949 het tijdschrift Tijd en Mens op, dat in 1953 kortstondig fuseerde met Podium.
In 1948 publiceerde Vestdijk de verzetsroman 'Pastorale 1943, de eerste roamn over de oorlog waarin de grens tussen goed en fout niet zo duidelijk is. Verzetsacties zijn potsierlijk, een zogenaamd kwaadaardige NSB'er blijkt slechts een vulgaire opportunist, het verraden van een groep onderduikers wordt niet politiek gemotiveerd, maar uit onbeantwoorde liefde. Een succes werd de roman ondanks de literaire waardering niet, al blijft onduidelijk of dat komt door de 'ontluisterende visie van Vestdijk' of doordat het publiek genoeg had van de oorlog.
Louis Paul Boon publiceerde zijn eerste boeken tijdens de oorlog – De Voorstad Groeit (1943) en Abel Gholearts (1944) –, maar zijn drie belangrijkste werken werden gepubliceerd in de jaren 1950, De Kapellekensbaan (1953) en het vervolg Zomer te Ter-Muren (1956), en Wapenbroeders (1955). Samen vormen deze drie boeken de meest geslaagde poging in de Lage Landen tot het vinden van een nieuwe romanvorm. Marnix Gijsen, pseudoniem van Jan Albert Goris, had met Het Huis al in 1925 een bundel expressionistische poëzie gepubliceerd. Na de Tweede Wereldoorlog ontwikkelde hij zich tot een productief romancier. Al met zijn eerste roman Joachim van Babylon (1947) had hij veel succes. Gijsen rekende in dit boek af met schoonheid, filosofie, religie en samenleving in het algemeen. Hij deed dat bijna net zo vernietigend als Boon, maar op een bedrieglijk lichte en ironische toon en zonder zichtbare woede. In Goed en Kwaad (1950) ging hij het verst in zijn afwijzing van de traditionele morele codes. Een andere belangrijke Vlaamse dichter was Jos De Haes.
Naast Louis Paul Boon was het vooral Hugo Claus die de naoorlogse Vlaamse roman in een nieuwe richting stuurde. Zijn eerste roman, De Metsiers (1950), was nog sterk beïnvloed door William Faulkner, zowel wat betreft de vertelstijl als de manier waarop hij zijn personages vormgaf. In latere romans als De Hondsdagen (1952), De Koele Minnaar (1956), De Verwondering (1962) en Omtrent Deedee (1963) en toneelstukken als Een bruid in de morgen (1955), Suiker (1958) en Vrijdag (1969) manifesteerde hij zich als een van de origineelste schrijvers van de Lage Landen.

#### De Vijftigers
Ook het karakter van de Nederlandse poëzie veranderde na de oorlog, toen Lucebert (Lubertus Swaanswijk), wiens werk was gerelateerd aan de internationale CoBrA-groep, rijm en metrum afwees en surrealistische elementen opnam in zijn verzen. Hij was een der belangrijkste exponenten van de Beweging van Vijftig, een vernieuwingsbeweging in de poëzie van de jaren 1950 die taalexperiment en spontane creativiteit vooropstelde. Deze dichters verwierpen de bespiegelende lyriek van het interbellum ten gunste van een meer experimentele stijl. Daarbij lieten ze zich inspireren door dada, het surrealisme, primitieve kunst en kindertekeningen. Hiermee beoogden ze zo veel mogelijk de rede uit te schakelen en beroep te doen op gevoel, vrije associatie en intuïtie. Hun poëzie wilde vooral vrij zijn, los van alle regels. De bekendste vijftigers waren Lucebert, Hugo Claus – die beiden eerst ook lid waren van CoBrA – en Gerrit Kouwenaar. Een typische uitspraak van Lucebert in verband met hun visie op poëzie is: Schoonheid heeft haar gezicht verbrand, waarmee hij bedoelde dat kunst anti-esthetisch diende te zijn na de wereldbrand die de oorlog had veroorzaakt. De Vijftigers braken in hun poëzie de barrière af tussen kunst en leven. De schok die zij in de letteren veroorzaakten is vergelijkbaar met die van de Tachtigers, zij het met daaraan diametraal tegengestelde standpunten. Kenmerken van hun poëzie zijn, behalve de al genoemde volledige vrijheid ten aanzien van de traditionele regels van rijm en metrum, de nadruk op klank (assonantie, alliteratie) en de autonomie van de beeldspraak die niet meer verwijst naar een werkelijkheid buiten het gedicht. Aan causaliteit binnen het gedicht werd weinig belang gehecht; deze dichters gingen associatief te werk.
In de eerste verspreiding van de ideeën van de vijftigers waren vooral twee tijdschriften van belang, Braak (1950) onder redactie van Remco Campert en Rudy Kousbroek en Blurb, een in 1950 door Simon Vinkenoog opgestart tijdschrift dat enkele jaren onregelmatig verscheen.
De Beweging van Vijftig vond aansluiting bij het internationale modernisme uit die periode, dat zich behalve in de literatuur ook manifesteerde in de schilderkunst.

#### De jaren 1960

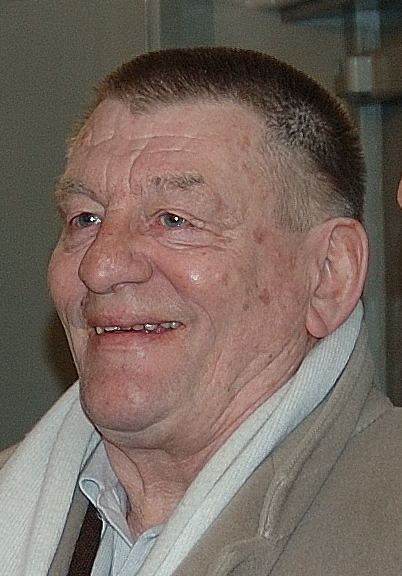
J. Bernlef

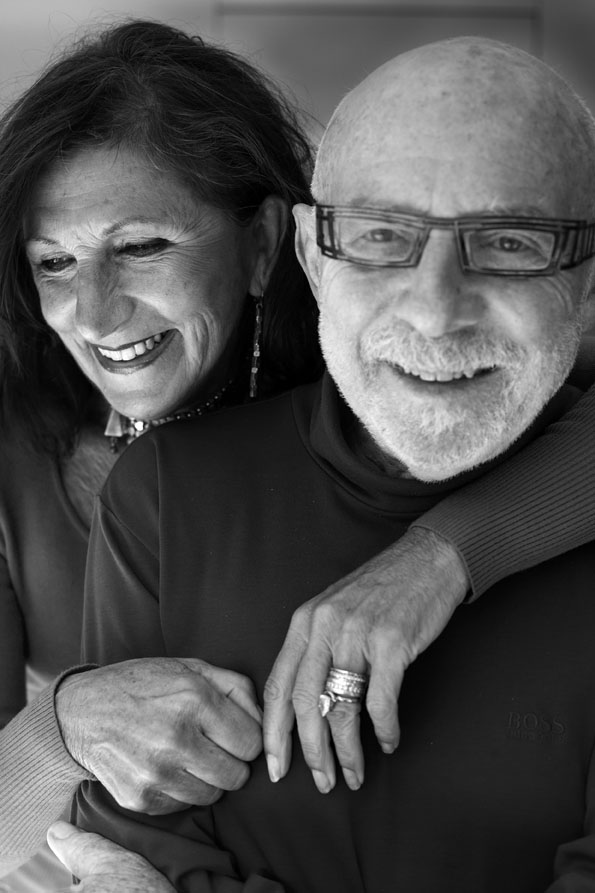
Jef Geeraerts en zijn vrouw Eleonore Vigenon

Als reactie op de vrije opvattingen van de vijftigers ontstond een neorealistische stroming in de poëzie, met dichters als K. Schippers en J. Bernlef. Deze opvatting, wezenlijk een antidotum tegen CoBrA, stelde dat ook de realiteit een vorm van kunst is. Het onderscheid tussen kunst en werkelijkheid viel bij hen weg. Zo vonden ze in stukken reclametekst waardevolle poëzie. Typerend was ook het afwijzen van beeldspraak en de persoonlijke gevoelens van de kunstenaar. De indruk van dergelijke gedichten was vaak niet erg dichterlijk. De verwantschap met de Amerikaanse popart wis opvallend. Ook hier werden dagelijkse gebruiksvoorwerpen los van hun gewone context gepresenteerd. Schippers en Bernlef publiceerden als belangrijkste auteurs in het Amsterdamse tijdschrift Barbarber. Toen Paul Snoek in 1957 de redactie van het avant-gardistische Vlaamse tijdschrift Gard Sivik verliet, wat later gevolgd door Gust Gils en Hugues C. Pernath, namen Rotterdamse dichters als Armando en Hans Sleutelaar de redactie over. In 1965 ging Gard Sivik over in De Nieuwe Stijl van Armando. De vertegenwoordigers van dit nieuwe realisme worden ook wel aangeduid als de Zestigers.
De romans uit de jaren 1960 ademen de sfeer van algehele bevrijding en kritiek op de maatschappij die dit tijdperk bij uitstek kenmerkte. Een en ander is goed terug te zien in het werk van bijvoorbeeld Remco Campert, Jan Wolkers, Jan Cremer en Andreas Burnier.:233-234 In deze periode werden daarnaast nog steeds romans geschreven in de traditie van het naoorlogse realisme, bijvoorbeeld Wolkers' debuutroman Kort Amerikaans (1962) en Ik Jan Cremer van de gelijknamige auteur. De inhoud en stijl van beide boeken, met hun sterke nadruk op seksualiteit, werd naar toenmalige maatstaven door oudere generaties als rauw en grof beoordeeld.
Er ontstond echter een stroming, bekend als het Ander proza naar Sybren Polets bloemlezing Ander proza (1978) die het einde van de roman aankondigde en geen vertrouwen meer had in de roman als spiegel van de werkelijkheid. Het was in deze periode dat Harry Mulisch geen fictie meer schreef, maar zich concentreerde op bespiegelende reportages. Een voorbeeld van zulk experimenteel proza was Breekwater (1961) van Polet. In zijn verhaal paste hij een literaire kunstgreep toe om de werkelijkheidsillusie te doorbreken door de naam van de hoofdpersoon na twee bladzijden te veranderen. Andere voorbeelden zijn het werk van Jacq Vogelaar en Lidy van Marissing. Identiteit werd gezien als een fictieve constructie en de chronologische opbouw van een verhaal was niet langer dwingend, defictionalisering. Het belangrijkste doel van het nieuwe proza was het bieden van nieuwe inzichten in de maatschappelijke structuur.:267-268
Vlaamse prozaschrijvers experimenteerden in de jaren 1960 ook met verschillende genres, zoals het stream-of-consciousness-proza van Hugo Raes, Ivo Michiels en Paul de Wispelaere met Mijn levende Schaduw (1965) en Paul-tegenpaul (1970). Ward Ruyslinck schreef satirische en allegorische romans, Jef Geeraerts' romans dompelden de lezer onder in een gewelddadig koloniaal verleden. Jef Geeraerts gebruikte de vorm van een dagboek voor zijn felle teksten over zijn jaren in Congo (Zaïre) in Gangreen 1 (1968) en Gangreen 2 (1972) en de briefvorm in Tien Brieven Rondom Liefde en Dood (1971), Ivo Michiels depersonaliseerde de roman en verving traditionele personages door types en maskers in Het Boek Alfa (1963), terwijl Daniël Robberechts zelfs nog verder ging in het elimineren van personages in Tegen het Personage (1968) en Aankomen in Avignon (1970). Walter van den Broeck maakte gebruik van een mengeling van autobiografie en sociale geschiedenis. Hubert Lampo debuteerde al tijdens de oorlog, maar vestigde zijn naam pas goed als de bekendste exponent van het magisch realisme met De Komst van Joachim Stiller (1960).

#### De jaren 1970

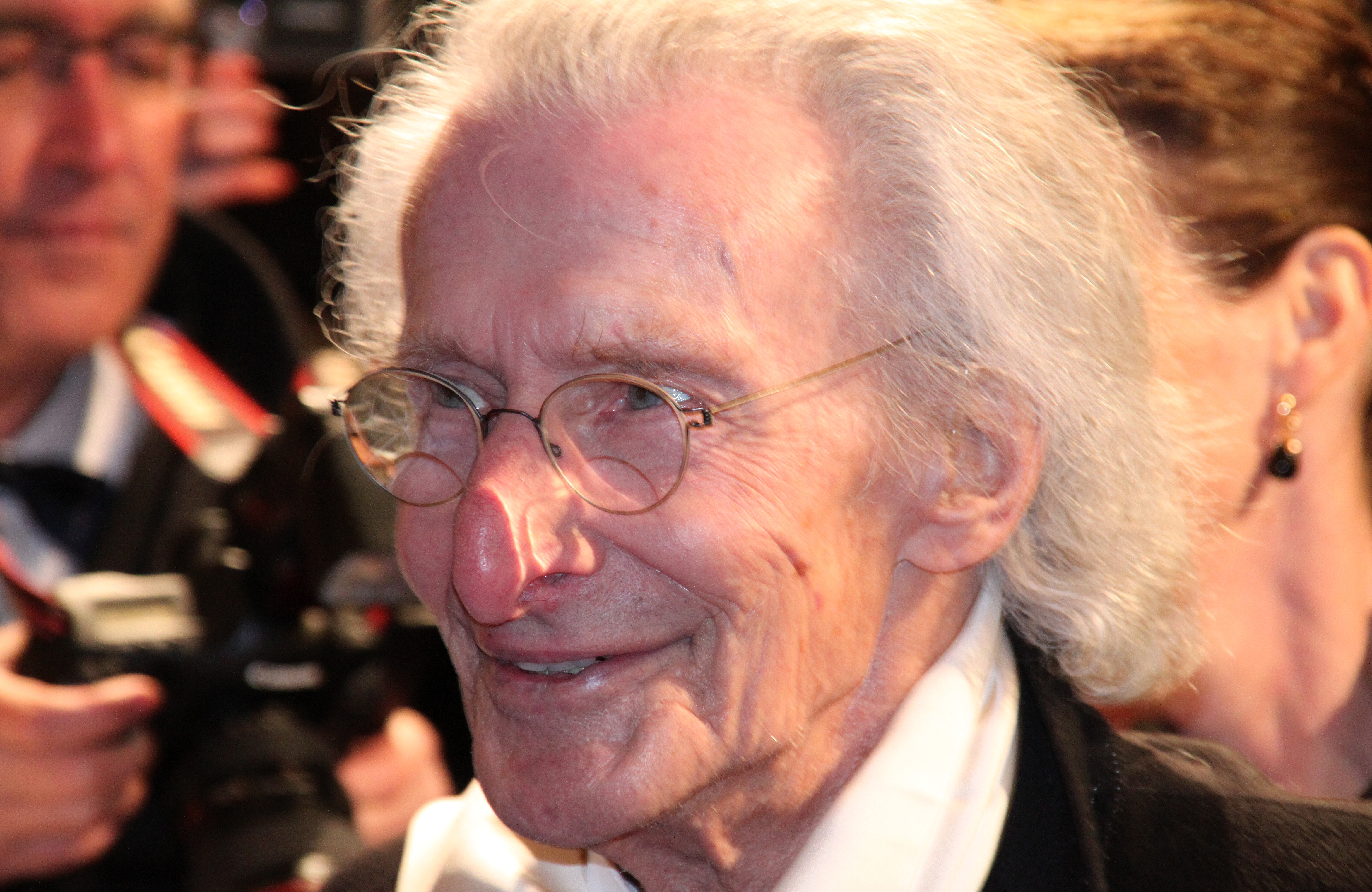
Harry Mulisch

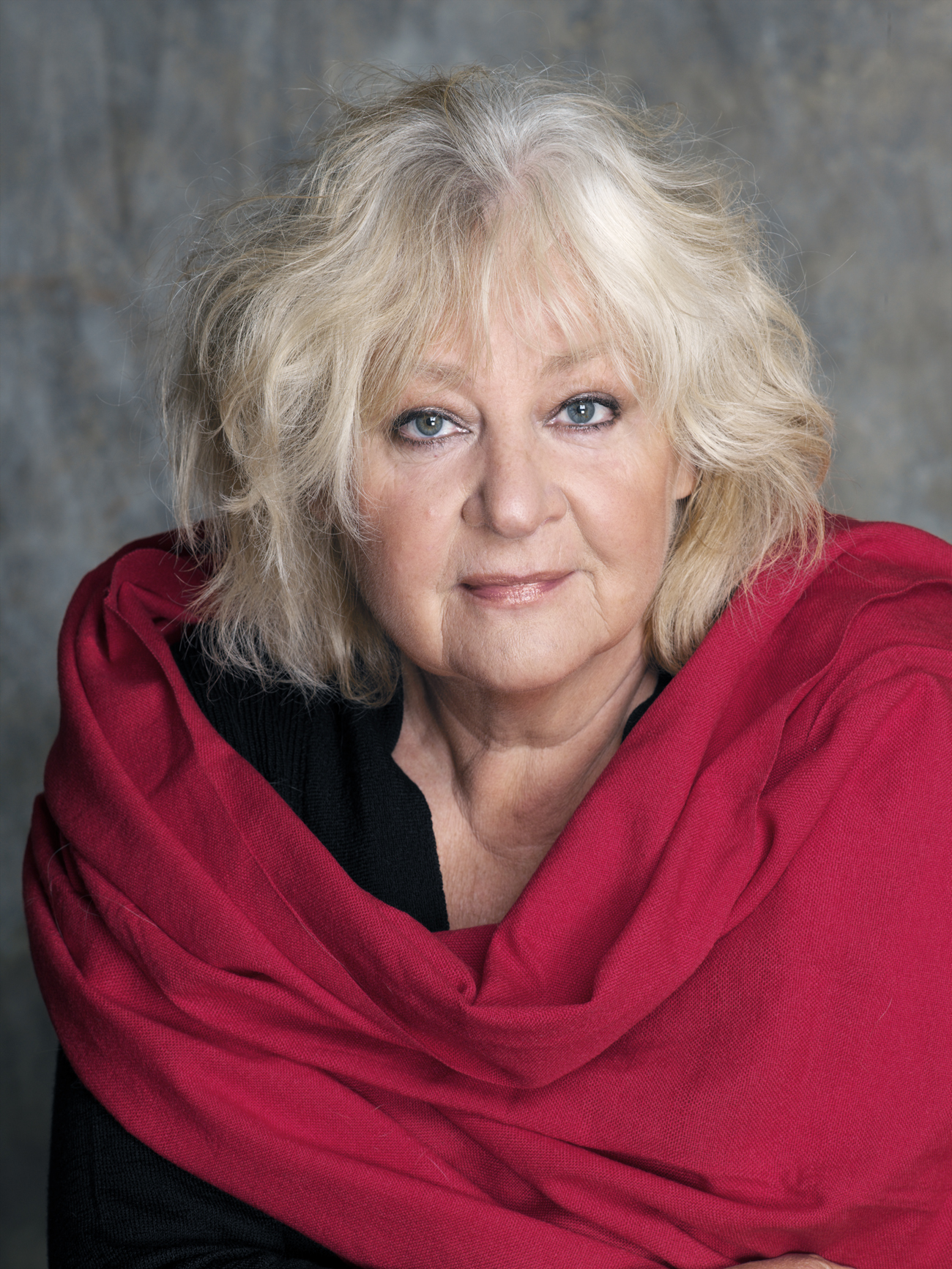
Anja Meulenbelt

Vanaf de jaren 1970 bereikte de literatuur een veel groter publiek dan voorheen dankzij de toename van de welvaart en het aantal hooggeschoolden. De oplagecijfers van veel moderne Nederlandse romans zoals De koperen tuin van Simon Vestdijk stegen daarmee ook sterk. De toegenomen belangstelling voor literatuur kwam tot uiting in de ruime boekenpagina's en de vele literaire bijlagen in kranten en andere tijdschriften.:340-341
Literaire auteurs die buiten de krant bekendheid verwierven, gingen in de krant schrijven, zoals Hermans, Campert, Krol en Maarten 't Hart. Andersom kregen sommige journalistieke auteurs literaire waardering vanwege de schrijfstijl van hun bijdragen: Carmiggelt, Jan Blokker, H.J.A. Hofland, Renate Rubinstein en de onder vele pseudoniemen publicerende Hugo Brandt Corstius.

##### De zeventigers en De Revisor
In Nederland bleven Reve, Hermans en Mulisch romans schrijven in de traditie van het realisme, al was dat vooral in het geval van Mulisch vaak met symbolisme en mythe vermengd. Anderen, onder wie Gerrit Komrij, keerden terug naar traditionele vormen zoals het rijm en het sonnet, vaak met een ironische ondertoon. Er waren echter ook vernieuwende impulsen. In de jaren 1970 groepeerde zich een aantal jonge prozaschrijvers die opnieuw kleinschalige, voor iedereen bevattelijke verhalen wilden vertellen. Zij schreven in 1970 samen het Manifest voor de jaren zeventig. Onder deze zeventigers bevonden zich Heere Heeresma en Mensje van Keulen. Het mimetisch proza, zoals zij het zelf noemden, wilde de werkelijkheid afbeelden zoals ze is. Behalve de mimetische groep waren er ook auteurs zoals Frans Kellendonk die antimimetisch en dus niet waarheidsgetrouw te werk wilden gaan. Deze Revisor-groep ging bijvoorbeeld uit van de realiteit, maar overdreef deze. Jeroen Brouwers zou hen in een polemisch essay uit 1979 met de titel De Nieuwe Revisor aanvallen met het verwijt de literatuur te infantiliseren. Behalve Kellendonk werkten nog enkel belangrijke auteurs rondom het tijdschrift De Revisor, onder wie Doeschka Meijsing met De kat achterna (1977). Een Nederlands-Antilliaanse schrijver uit die periode is Frank Martinus Arion met Dubbelspel (1973).

##### Postmodernisten
Auteurs die behoorden tot het postmodernisme zijn de romanciers Willem Brakman – met zijn door invallen gestuurde schrijfmethode – en Louis Ferron, die literair succes oogstte met zijn trilogie Gekkenschemer (1974), Het Stierenoffer (1975) en De Keisnijder van Fichtenwald (1976). Hun uitgangspunt was dat er geen objectieve werkelijkheid bestaat die met taal kan beschreven worden. Zij stelden vitalisme en spontaniteit tegenover het te grote intellectualisme van hun modernistische voorgangers. Het postmodernisme kan ook geïnterpreteerd worden als radicale voortzetting van het modernisme, in plaats van als tegenreactie.

##### De tweede feministische golf
De jaren 1970 waren ook de jaren van de tweede feministische golf. Schrijfsters gaven sindsdien de rol en de positie van de vrouw een prominente plaats in hun werk, onder wie Anja Meulenbelt met De schaamte voorbij (1976), Renate Dorrestein met onder meer Het perpetuum mobile van de liefde (1988), Hannes Meinkema in En dan is er koffie (1976), Margriet de Moor met Eerst grijs dan wit dan blauw (1992). In deze periode zagen ook de literaire vrouwentijdschriften Lover en Lust en Gratie het levenslicht.

#### De jaren 1980

##### Vlaanderen na de jaren zestig

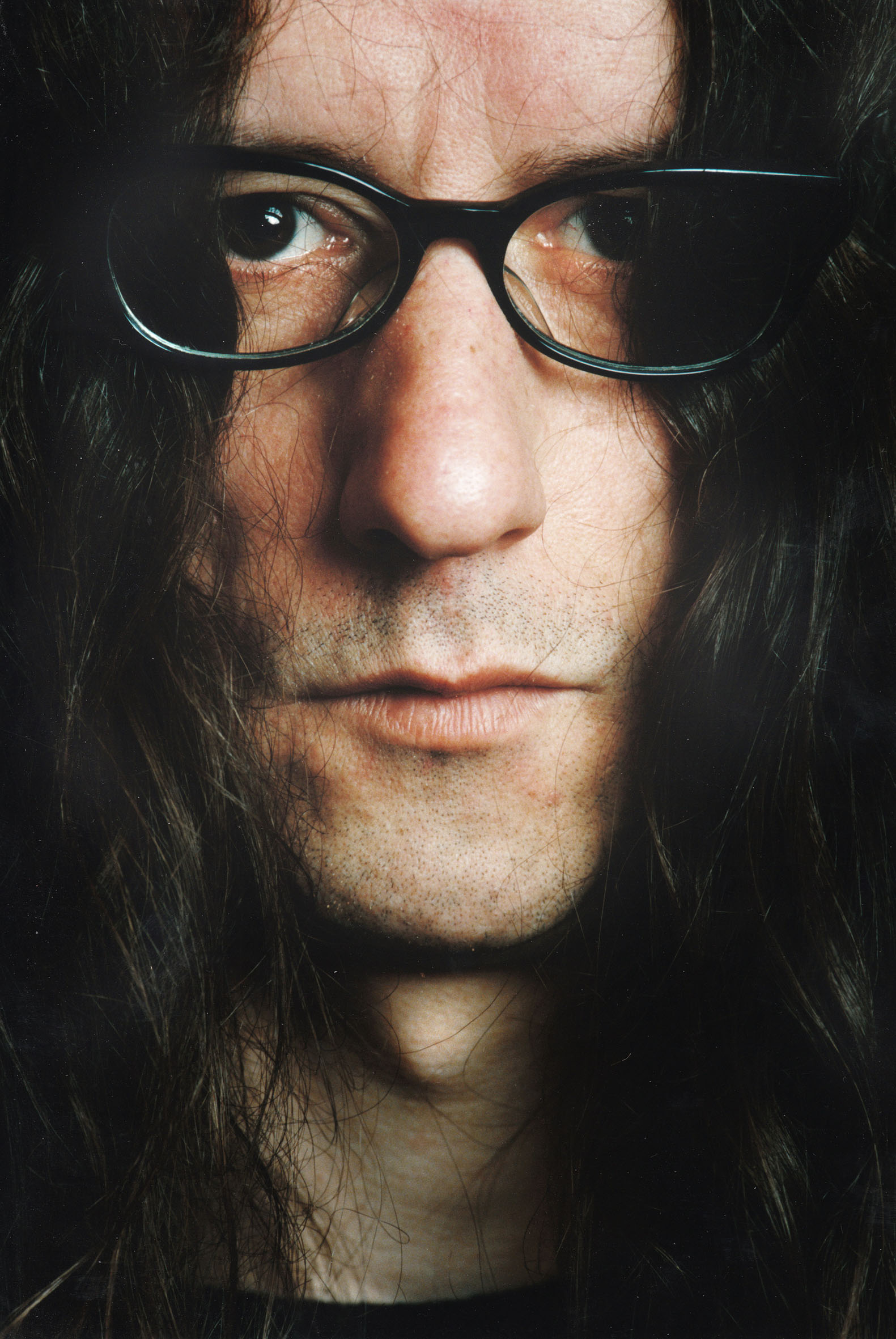
Herman Brusselmans

Na alle overvloed van literair talent dat in de vorige periode op het voorplan kwam, leken de jaren 1970 eerder stille jaren te zijn voor Vlaanderen. In de jaren 1980 debuteerden weer enkele talentvolle auteurs, Leo Pleysier, Pol Hoste, Eriek Verpale, Eric de Kuyper en Monika van Paemel. In het midden van de jaren 1980 eiste een generatie jongere prozaschrijvers de aandacht op. Onder hen bevonden zich Kristien Hemmerechts, Patricia De Martelaere, Koen Peeters en de in alle genres opererende Tom Lanoye. Zij vonden een creatieve uitlaat in nieuwe tijdschriften als Kreatief, Yang en De Brakke Hond. Allerlei uitersten van genres en stijlen werden vanaf dan door de meest diverse auteurs beoefend. Veelschrijver Herman Brusselmans met zijn bewust antiliterair scheldproza, Peter Verhelst met hallucinante romans als Tongkat uit 1999 en Erwin Mortier met het psychologisch subtiele Marcel uit 1999.
In de poëzie van Vlaanderen waren de meest vooraanstaande stemmen vanaf 1980 Leonard Nolens en de jongere dichters Dirk van Bastelaere, Erik Spinoy en Peter Verhelst.

#### De jaren 1990

##### Generatie Nix

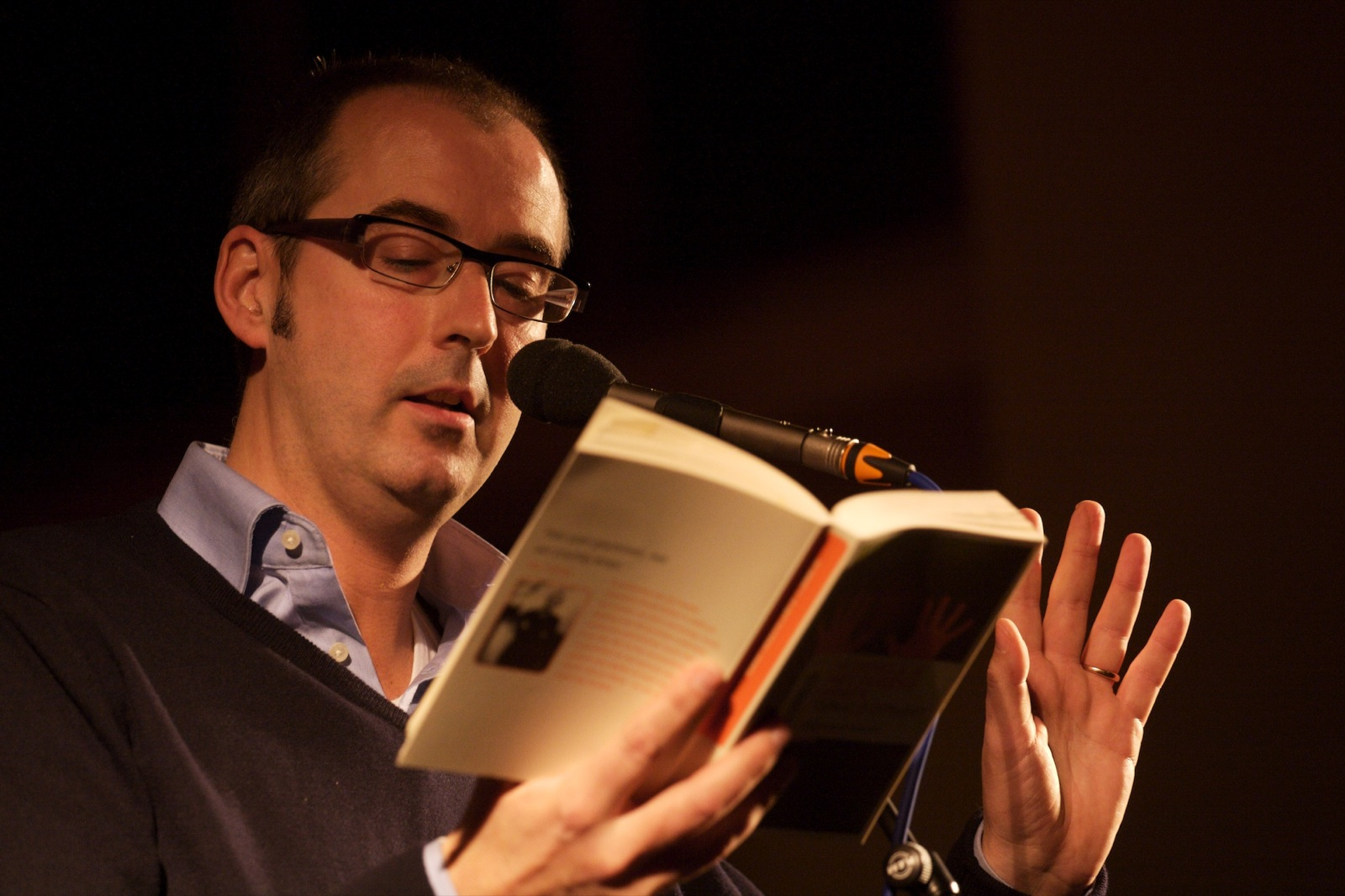
Ronald Giphart in 2007

De Generatie Nix – zoiets als verloren generatie – was een aantal jonge Nederlandse auteurs die debuteerden in de jaren 1990, onder wie Ronald Giphart, Rob van Erkelens, Joris Moens, Hermine Landvreugd en Don Duyns. Daarnaast werden andere schrijvers verbonden met het concept: Arnon Grunberg, Jerry Goossens, Serge van Duynhoven, en Paul Mennes. Overeenkomsten tussen deze auteurs waren de nihilistische thema's en de vaak ruw-realistische stijl met onderwerpen als seksualiteit en popcultuur. Als belangrijke inspiratiebron wordt de in 1989 verschenen roman Gimmick! van Joost Zwagerman beschouwd.

##### De opkomst van multiculturele literatuur

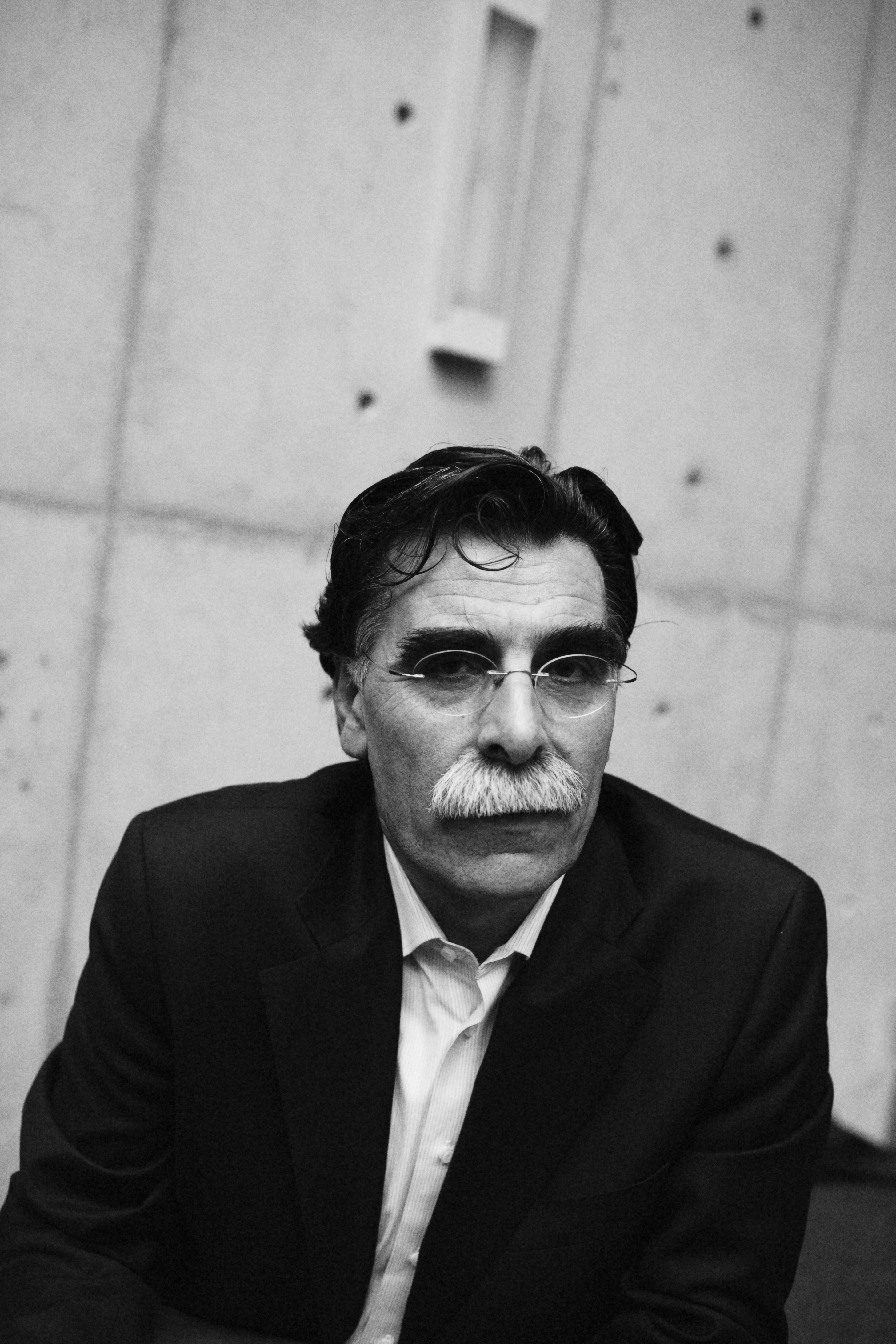
Kader Abdolah in 2008

Vanaf de jaren negentig van de 20e eeuw waren er steeds meer Nederlandstalige schrijvers te vinden die niet in Nederland, Vlaanderen of de vroegere koloniale gebieden geboren waren. Zij waren kinderen van immigranten en hun culturele achtergrond verschilde van die van de inheemse schrijvers. In 1994 debuteerde dichter Mustafa Stitou, in 1995 Naima El Bezaz en Hans Sahar en in 1996 Abdelkader Benali en Hafid Bouazza, allemaal van Marokkaanse afkomst. Deze nieuwe schrijvers hadden voornamelijk een Marokkaanse, Turkse achtergrond of waren politiek vluchteling. Dat zij vanaf halverwege de jaren negentig opkwamen, kwam voornamelijk omdat de kinderen van immigranten, die Nederlands onderwijs hadden genoten, in die periode de leeftijd bereikten dat ze aan schrijven en publiceren toe waren. Het verschil met de eerdere migrantenschrijvers uit Suriname en Indonesië, aldus literatuurhistoricus Hugo Brems, is dat zij afkomstig zijn uit landen zonder koloniale band met Nederland, waardoor hun omgang met Nederland ook anders is en geen elementen van rancune of nostalgie kent. Bekende schrijvers zijn de Iraanse Kader Abdolah, de Chinese Lulu Wang, de Roemeense Nausicaa Marbe en de Somalische Yasmine Allas
De receptie van deze auteurs liet zien dat de verschijning van auteurs met een niet-Nederlandse achtergrond steeds vanzelfsprekender werd. Aanvankelijk won de nieuwsgierigheid en welwillendheid het van literaire criteria. Volgens Brems kwam dit door politieke correctheid en het verlangen dat de schrijvers ook 'cultureel-maatschappelijke werkers' zouden zijn die 'bruggen zouden bouwen tussen de culturen'. Exemplarisch hiervoor was de reactie op de debuutroman Hoezo bloedmooi? van Sahar, dat oppervlakkig en vlak van taal werd gevonden, maar wel als 'document humain' werd gewaardeerd. In de jaren daarna werd het oordeel over auteurs met een migratieachtergrond kritischer en verschoof de concentratie van de groep naar de kwaliteiten van individuele auteurs, waarmee de acceptatie van deze auteurs parallel liep met die van eerdere groepen als de Vijftigers of de Maximalen.
Zowel Benali als Bouzza debuteerden in 1996 met een roman die in Marokko speelt. In Bruiloft aan zee (1996) van Benali gaat een in Nederland wonend gezin voor een bruiloft naar Marokko, in De voeten van Abdullah (1996) is de hoofdpersoon een jongen in Marokkaans dorp. Daardoor beantwoorden deze romans volgens Brems optimaal aan een lezersverwachting van een andere, exotische wereld. In beide werken wisselen realisme en wonderlijke vertellingen elkaar af. Bij de dichter Stitou is het van meet af aan de taal en niet zijn afkomst die hem bezig houdt.
De auteurs zelf stoorden zich ook in toenemende mate aan het belang dat aan hun afkomst werd gehecht, zoals die bijvoorbeeld bleek uit de samenstelling van de bloemlezing Het land in mij (1996), en wezen erop dat dit niets zei over de aard van hun werk. In 2001 was het thema van de Boekenweek 'Het land van herkomst. Schrijven tussen twee culturen', waarvoor Bouazza in zijn boekenweekessay Een beer in bontjas schreef waarin hij stelde dat voor de schrijver gold: 'De taal is zijn identiteit, de stijl zijn paspoort.'
Vaak draaide hun werk om het probleem van identiteit, met name de vraag of de cultuur waar iemand in woont, dan wel zijn afkomst bepalend is voor wie hij is. Kader Abdolah vluchtte in 1985 weg uit het Iran van de ayatollahs en beschreef hoe moeilijk het is om zich thuis te voelen in een nieuw land met een compleet andere cultuur, zoals in De reis van de lege flessen (1997). Zijn roman Het huis van de moskee werd in 2007 uitgeroepen tot een van de beste Nederlandse boeken aller tijden. Ook Mustafa Stitou onderzocht in zijn gedichten wie hij is en hoe zijn nieuwe culturele identiteit zich verhoudt tot de Marokkaanse cultuur van zijn vader. Zulke wortels vormden het centrale thema in zijn bundel Varkensroze ansichten (2003).

#### Kenmerken van de (post)moderne roman

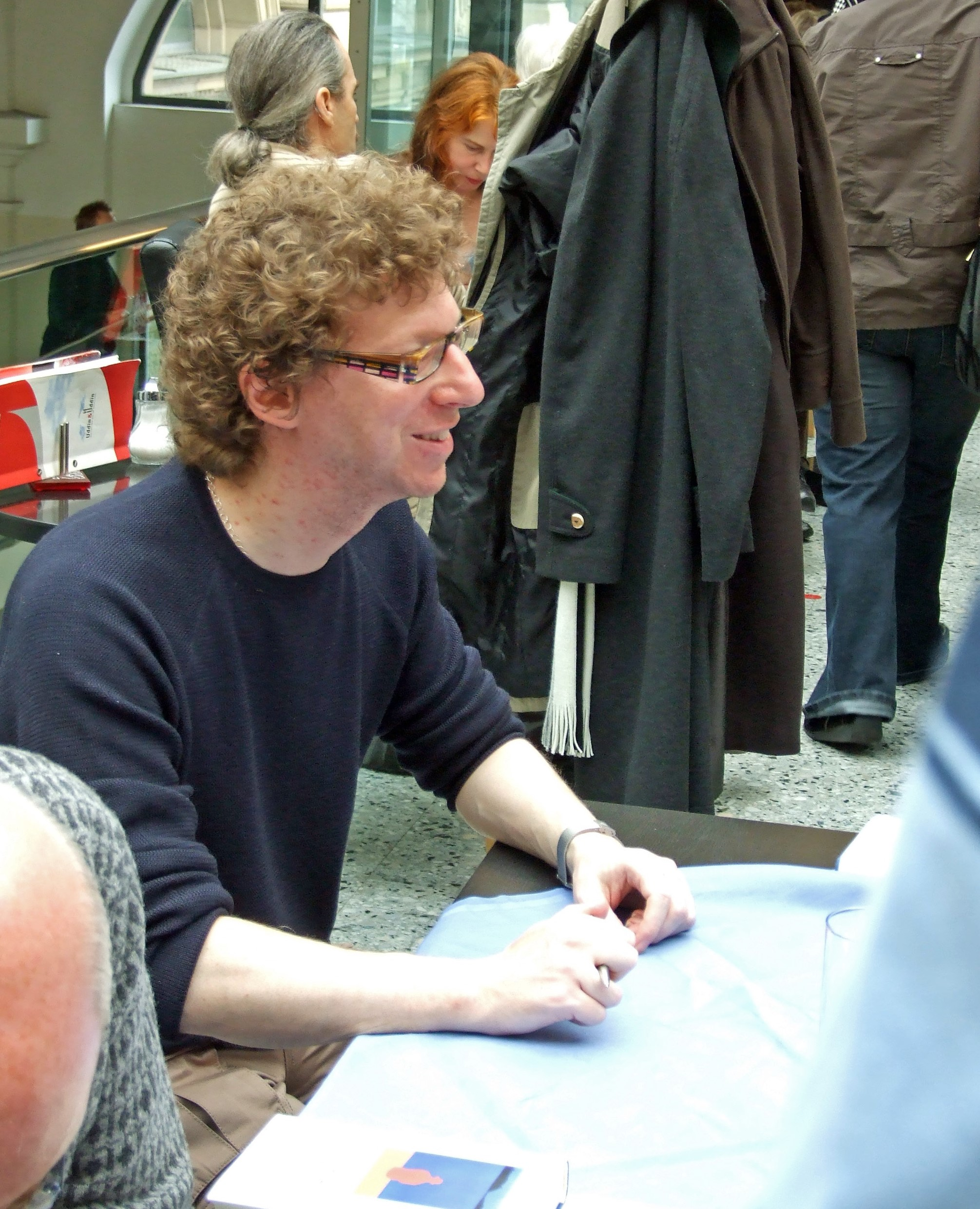
Arnon Grunberg

Enkele kenmerken van de Nederlandstalige roman sinds 1990, voor zover die al kan worden overzien:
- De buitenwereld speelde weer een rol, blijkens verhalen over terroristen en oorlog (factionromans e.d.)
- Verteller, auteur en personages waren niet altijd zo streng gescheiden als in de 19e-eeuwse roman. Zo beschreef Arnon Grunberg personages die net als hijzelf in New York wonen en schrijver zijn.
- Geen scherpe afscheiding meer tussen de genres, zoals fictie en non-fictie.
- Proza dat geëngageerd is, maar niet moralistisch. Vaak kwamen verschillende visies en stemmen aan bod die het verhaal vanuit hun eigen perspectief vertellen. Zo schreef Hafid Bouazza over generatieproblematiek door zo veel mogelijk betrokkenen aan het woord te laten.
- De auteurs vermengden teksten van anderen in hun eigen werk, waardoor een intertekstualiteit of collage ontstaat. Dat konden bijvoorbeeld citaten van klassieke schrijvers zijn, liedjes, spreekwoorden of krantenartikelen.
- Het lineair en chronologisch vertellen van een verhaal maakte plaats voor vertelling via flashbacks, sprongen in de tijd of herinneringen.

#### Kenmerken van de postmoderne poëzie
Kijk maar, zeg je,
en je wijst: een rorschachtest, een postmodern gedicht zwermt uit over de vloer.— Uit Verhemelte, 1992, Peter Verhelst
Jos Joosten en Thomas Vaessens trachtten te formuleren wat de postmoderne kenmerken zijn van recente poëzie. Hun uitgangspunt was dat het postmoderne gedicht niet langer poogde een zinvolle eenheid te bieden, of een authentieke dichterlijke stem wilde laten horen. Met de volgende drie kenmerken ontregelde het de traditionele poëzie:
1. Het gedicht is onaf, is niet strikt gestructureerd en pretendeert geenszins een samenhangend beeld van de werkelijkheid te schetsen.
2. Forgrounding van het gedicht en niet van de dichter. Oorspronkelijkheid wordt tussen haakjes gezet, bijvoorbeeld door fragmenten tekst van anderen in te voegen.
3. Er schemert geen achterliggend wereldbeeld door dat het gedicht binnen een levensbeschouwelijke context plaatst.

#### Buitenbeentjes
Simon Carmiggelt ontving in 1974 de hoogste Nederlandse literaire onderscheiding, de P.C. Hooft-prijs, een eerbetoon van het soort dat slechts weinig columnisten te beurt was gevallen. Enkele jaren voordien, in 1971, was de populaire auteur Godfried Bomans gestorven, een andere humoristische schrijver waar de literaire kritiek niet goed weg mee wist. Beide auteurs etaleerden echter een dusdanig meesterschap over de Nederlandse taal dat ze niet mogen ontbreken in een overzicht van de Nederlandse literatuur. Annie M.G. Schmidt was ook zo'n literair buitenbeentje. Zij schreef voornamelijk liedjesteksten, kinderverzen, toneelstukken en cabaretteksten en ontving in 1987 de Constantijn Huygensprijs voor haar hele oeuvre.

### 21e eeuw

#### Digitalisering, commercialisering en mediatisering
Na 1995 werd de literatuur op meerdere manieren 'opengebroken', zoals literatuurhistoricus Hugo Brems het uitdrukt. Literatuur manifesteerde zich steeds meer op podia en via de digitale media. Zowel in de poëzie als in het proza vervaagde het onderscheid tussen literatuur en populaire cultuur. Ten slotte noopte de multiculturalisering tot een herdefinitie van het begrip 'Nederlandse' literatuur.

##### Digitalisering
Het belangrijkste digitale initiatief vanuit literair-historisch oogpunt was sinds 1999 de Digitale Bibliotheek voor de Nederlandse Letteren (DBNL). Voor de levende literatuur was vooral de opkomst van digitale beoordelingsplatformen van belang. Parallel hieraan liep een afname van het aantal literaire tijdschriften: verschenen er in 1980 zowel in Nederland als in Vlaanderen nog dertig tijdschriften, in 2004 was dit afgenomen tot  twintig respectievelijk negentien. Sinds 2013 is de database Delpher, ontwikkeld en beheerd door de Koninklijke Bibliotheek ter beschikking gekomen. In 2022 zijn hierop honderdduizenden werken te lezen, waaronder vele gedigitaliseerde pre-20e-eeuwse literaire werken. Eveneens zijn er sinds 2010 vele duizenden publicaties te lezen via Google Books.

##### Commercialisering
In de uitgeverswereld zette de trend naar concernvorming en concentratie, waarneembaar sinds de late jaren zestig, zich in de jaren negentig versneld door. Boeken werden in toenemende mate beschouwd als een product dat winst moest opleveren; een nadruk op bestsellers en hypes was het gevolg. In 2002 behaalden uitgevers tachtig procent van hun omzet met twintig procent van hun titels, een jaar later waren deze verhoudingen al aangescherpt tot negentig en tien procent. Succesvolle auteurs werden bekende Nederlanders en Vlamingen, anderzijds leidde de verzakelijking van de uitgeverij tot het vertrek van auteurs. Het vertrek in 2001 van een hele groep auteurs bij Uitgeverij Meulenhoff was daarvan een bekend voorbeeld. Bovendien leidde de commercialisering tot de vrees dat de publicatiemogelijkheden afnemen voor minder populaire genres, met name de poëzie en het essay. Een andere angst was dat het afgelopen zou zijn met de esthetische autonomie van de literatuur zoals die sinds de romantiek bestond. Ook enkele invloedrijke redacteuren stapten op bij hun uitgeverijen en begonnen eigen uitgeverijen, waarbij kleinschaligheid en een nadruk op literaire en inhoudelijke kwaliteit voorop stond.

##### Mediatisering
Literatuur werd steeds meer als evenement gepresenteerd in het verlengde van de vroegere poëziefestivals maar nu in een multimediale vorm waarbij de literatuur verbindingen aangaat met muziek of beeld. Nieuwe vormen als de poetryslam ontstonden. Dat betekent niet dat meteen sprake is van geheel andere poëzie, in dit circuit debuteerden ook dichters wier poëzie niet verschilt van andere poëzie, zoals Erik Jan Harmens, Tjitske Jansen en Hagar Peeters. Een ander symptoom van de mediatisering van de literatuur was de instelling in 2000 van de functie Dichter des Vaderlands, met Gerrit Komrij als eerste aangestelde dichter. In navolging van dit initiatief stelden een aantal steden de functie van stadsdichter in. Op 27 januari werd de eerste landelijke Gedichtendag gehouden.
Een kleine groep schrijvers ontwikkelde zich tot publieke personen van zo'n bekendheid dat in een aantal gevallen de aandacht die aan hen besteed werd in de boekenbijlagen van kranten en opiniebladen meer door hun bekendheid dan door de literaire waarde van hun werk werd ingegeven. Zij waren ook de enige schrijvers die in algemene, dus niet specifiek literaire, talkshows op de televisie nog een rol speelden.
Het publiek was mondiger dan voorheen en liet zich zijn lectuur minder door critici voorschrijven. De smaakmakers zijn de reclame en de media geworden. Wel bleef een deel van het publiek de literaire oordeelsvorming volgen. De commercialisering betekende niet dat 'literaire literatuur' aan aanzien verloor: onder de winnaars van een commerciële prijs als de AKO-Literatuurprijs bevonden zich van 1995 tot 2003 literair gewaardeerde auteurs als Jeroen Brouwers, A.F.Th. van der Heijden, Geerten Meijsing, Thomas Rosenboom en Peter Verhelst.
Het veranderende medialandschap had ook invloed op het oeuvre en de werkzaamheden van schrijvers. Het duidelijkste voorbeeld daarvan was Arnon Grunberg, die begon als romanschrijver maar zich aan de nieuwe situatie aanpaste. Hoewel hij zichzelf bij herhaling omschreef als in de eerste plaats een romanschrijver, bestond in 2013 de helft van zijn oeuvre uit ander werk: columns, toneelstukken, reportages, opiniestukken, radio- en televisiewerk. VoorGrunberg waren dit geen bijproducten, aldus literatuurwetenschapper Thomas Vaessens, maar een 'integraal onderdeel van zijn oeuvre.' Dat was in toenemende mate het geval: omdat hij zijn journalistieke werk in toenemende mate gebruikte voor zijn romans, werd het autonoom karakter daarvan kleiner. Vaessens vatte zag hierin een strategie om de literatuur te behoeden voor marginalisering en die haar rol en positie in de cultuur te laten behouden.

#### Het schoolvak Nederlands en leestrends
Rond de eeuwwisseling maakte het schoolvak Nederlands een sterke verandering door: de nadruk verschoof van klassikaal onderwijs naar individuele studie, de grens tussen Nederlandse en buitenlandse literatuur werd tot op zekere hoogte doorbroken, het aantal titels voor de verplichte leeslijst voor havo en vwo verminderd en de doelstelling van het literatuuronderwijs verschoof van kennismaking met de canon naar leesplezier en leesbevordering.
Met een toenemend aantal schrijvers nam het aantal lezers sterk af. De ontlezing leek in een stroomversnelling te zijn geraakt. In 2017 publiceerde het Sociaal en Cultureel Planbureau de resultaten van een onderzoek naar de ontwikkeling van de leesgewoonten in het tijdvak 2006-2016. Het rapport Lees:tijd liet een sterke afname zien, las in 2006 nog 90% van de Nederlanders minimaal 10 minuten per week, tien jaar later was dit percentage teruggelopen naar 72%. Met name de generaties onder de 35 lazen minder dan vroeger. Het lezen werd steeds meer verdrongen door andere bezigheden, maar het lezen van papier ondervond weinig verdringing door het lezen van een beeldscherm.
Hoewel de Nederlandse lezers altijd een combinatie van, al dan niet vertaalde, buitenlandse literatuur en oorspronkelijk Nederlandstalige boeken lazen, nam, vanuit de lezer beschouwd, in de eenentwintigste eeuw het onderscheid tussen binnenlands en buitenlands literair werk nog verder af. De boekenbijlagen van kranten en tijdschriften besteedden nog twintig procent van de ruimte aan Nederlandstalige boeken, leeskringen en de boekentoptien lieten evenzeer zien dat het begrip 'Nederlandse literatuur' voor lezers een minder omlijnd begrip werd.

#### De poëzie
In oktober 2000 publiceerde Ilja Leonard Pfeijffer een polemisch essay in het tijdschrift Bzzlletin, 'De mythe van de verstaanbaarheid', waarin hij zich keerde tegen wat hij ziet als vervlakking in de dichtkunst. Hij richtte zich onder meer tegen de podiumdichters en tegen dichters die poëzie beschouwen als vehikel voor diepe gedachten of emoties. Zichzelf plaatste hij in de traditie van Lucebert met de nadruk op de ontregeling door de taal als poëtische doelstelling.
Volgens literatuurwetenschapper Jos Joosten was er een strijd gaande om het centrum van het poëzieveld tussen gevestigde en eenduidige dichters enerzijds en anderzijds ontregelende dichters als de Nederlanders Arjen Duinker, Tonnus Oosterhoff, Nachoem Wijnberg, Elma van Haren en Astrid Lampe, en de Vlamingen Dirk van Bastelaere, Erik Spinoy, Peter Verhelst, Jan Lauwereyns, Paul Bogaert en Peter Holvoet-Hanssen. Deze dichters sloten aan bij het postmodernisme vanwege hun verzet tegen gevestigde leeswijzen en hun keuze voor onbepaaldheid en veelvormigheid. De genoemde Vlaamse dichters behoorden volgens Brems in Vlaanderen 'tot de onbetwiste top van de poëzie', terwijl de Nederlandse dichters meer moeite hadden acceptatie te vinden. Pfeijffer vond dat de druk van academisch geschoolde postmoderne critici juist een inzinking in de Vlaamse poëzie tot gevolg had en verdreef het postmoderne keurslijf de lef, lol en het avontuur eruit. De winnaars van de VSB Poëzieprijs en de Jan Campert-prijs na 1995 vertegenwoordigden zowel verstaanbaar als moeilijk; van een specifieke voorkeur voor verstaanbare poëzie was geen sprake: juist de moeilijke dichters werden vaker bekroond.
Bij nadere beschouwing van enkele dichtbundels uit 2002 en 2003 van nieuwe dichters, dat wil zeggen dichters die niet langer geleden dan vijf jaar eerder gedebuteerd waren, oordeelde Brems dat de 'schijnbare verscheidenheid' voornamelijk binnen een 'globaal gelijk poëzieconcept' blijft. Zo lag aan de bundel Koffers zeelucht (2003) van Hagar Peeters geen andere ambitie ten grondslag dan 'particuliere emoties en anekdotes door een gevatte formulering zo direct mogelijk herkenbaar en inleefbaar te maken'. Ook Luid overigens de noodklok (2003) van Mark Boog bleef met de aandacht voor thema's als vergankelijkheid, eenzaamheid, de liefde en de broosheid van geluk 'helemaal binnen het patroon van herkenning en bevestiging'. Voor Marjoleine de Vos was poëzie in haar bundel Kat van sneeuw (2003) een middel om ordening in de chaos van het bestaan te scheppen.
Anders ging het toe in de poëzie van Tsead Bruinja, die na enkele bundels in het Fries, in het Nederlands debuteerde met Dat het zo hoorde (2003). Deze poëzie was taliger, blokkeerde betrekking op de werkelijkheid en maakte eenduidige identificatie van personages onmogelijk. De 26 gedichten uit Circulaire systemen (2002) van Bogaert specificeerden elk een systeem van het type uit de titel, zoals centrale verwarming, bloedsomloop en een draaideur. Bogaert biedt geen emotioneel geladen anekdotiek, maar talige, met meerduidigheden geladen reflecties over de ambivalentie van systeem en chaos, of van herhaling en eenmaligheid. Dezelfde spanning demonstreerden de gedichten in de poëzie en in de taal zelf.

#### Migrantenliteratuur
Een aantal schrijvers met een migratieachtergrond die in de jaren negentig debuteerden ontwikkelden zich tot auteurs die een volwaardige plaats in de Nederlandse literatuur innamen. Dat gold voor de Marokkaanse auteurs Benali, Bouazza, Stitou, voor de Iraanse Abdolah. De ontwikkeling van hun literaire reputatie liep enigszins parallel met de literaire prijzen die hen toevielen. Bleef dit aanvankelijk beperkt tot een prijs als de E. du Perronprijs waarbij bevordering van de verhouding tussen bevolkingsgroepen het criterium was, later vielen hen de gewone literaire prijzen toe: in 2003 kreeg Benali de Libris Literatuurprijs voor de roman De langverwachte, in 2004 ontvingen Bouazza de Gouden Uil voor de roman Paravion en Stitou de VSB Poëzieprijs en de Jan Campertprijs voor de dichtbundel Varkensroze ansichten.
Bouazza ontwikkelde zich tot een auteur bij wie verbeelding en taal steeds meer op de voorgrond staan. Ook manifesteerde hij zich als polemisch essayist. Ook bij Benali was van een cultuurschok geen sprake. Bij Abdolah speelde de Perzische traditie een rol, terwijl hij een eenvoudig Nederlands schreef dat poëtisch en suggestief is. Zijn thema is de combinatie van toekomstgericht zijn en naar het verleden kijken. Hij refereerde aan Perzische literatuur maar ook aan Slauerhoff en Bloem.
Sommige auteurs keken met distantie terug op de rol die hen in de jaren negentig tot ongeveer de Boekenweek van 2001 werd opgedrongen. In haar boek Vinexvrouwen beschreef El Bezaz hoe ze na haar debuut werd beschouwd als autoriteit inzake 'Marokkaanse straatschoffies, hoofddoeken en integratie.' Bouazza wenste aan de multiculturele samenleving niet anders bij te dragen dan 'alleen doordat wat ik schrijf niveau heeft.' Deze schrijvers streefden naar het autonome schrijverschap dat voor Grunberg juist een beperking leek.
De dichtbundel Varkensroze ansichten van Stitou was volgens Vaessens een kritisch onderzoek naar de wortels van de Westerse cultuur en met name naar het vooruitgangsdenken van die cultuur. In de bundel was een aparte plaats toebedeeld aan de grondlegger van de evolutietheorie Charles Darwin, die 'Onze Vader' genoemd wordt. Stitou liet zien op welke historische vooronderstellingen de vanzelfsprekendheden van de Westerse cultuur zijn gebaseerd.

#### Literaire bestsellers
In de jaren 1990 debuteerden auteurs als Giphart en Grunberg, die de Vlaamse literatuurwetenschapper Bart Vervaeck beschouwde als exponenten van een toegankelijke literatuur die geen eisen aan de lezer stelt. In 2003 verscheen Komt een vrouw bij de dokter, het debuut van Kluun. De roman, over een man die vreemdgaat terwijl zijn vrouw dodelijk ziek is, werd een groot succes. Achter het pseudoniem schuilde een auteur die eerder in de marketing werkzaam was. Volgens literatuurwetenschapper Jos Joosten zette Kluun zich af tegen het literaire establishment om zich een positie te verwerven, waarbij dit establishment toch het referentiepunt bleef en Kluun daarin uiteindelijk erkend wenste te worden.

#### Geschiedschrijving van contemporaine literatuur
De eerste ordening in de meest recente literatuur was meestal te vinden in bloemlezingen en overzichten in culturele tijdschriften. Ook voor de eenentwintigste-eeuwse literatuur werden enkele pogingen ondernomen om tot een voorlopig overzicht te komen.

##### De zes belangrijkste romans uit het eerste decennium volgensDe Groene Amsterdammer(2010)
In 2010 publiceerde weekblad De Groene Amsterdammer een door zijn critici opgestelde lijst van de belangrijkste romans van de 21e eeuw waarin de Nederlandse literatuur met de volgende werken vertegenwoordigd is:
- 1. Tirza, Arnon Grunberg (2006)
- 7. Het schervengericht, A.F.Th. van der Heijden (2007)
- 11. Agaat, Marlene van Niekerk (Zuid-Afrikaans) (2004)
- 13. Casino, Marja Brouwers (2004)
- 17. De asielzoeker, Arnon Grunberg (2003)
- 21. Siegfried, Harry Mulisch (2001)

In 2009 publiceerde Herman Koch Het diner, een roman met een thrillerachtige plot die tot een bestseller uitgroeide. Een andere bestseller met eveneens elementen van een thriller werd de roman Bonita Avenue, waarmee Peter Buwalda in 2010 debuteerde. Deze trend was voor criticus Arnold Heumakers aanleiding om in het tijdschrift Tirade een beschouwing te wijden aan 'De verthrillering van de literatuur', waarin Heumakers uiteenzette hoe de literatuur in zijn ogen een knieval maakt voor de amusementslectuur.

##### De bloemlezing van Wim Brands (2014)
In 2014 stelde de dichter en radio- en televisiemaker Wim Brands een bloemlezing samen met 60 fragmenten van evenveel auteurs die in de 21e eeuw debuteerden, De Nederlandse literatuur van de 21e eeuw. De nieuwe schrijvers van het nieuwe millennium. De bloemlezing bevatte niet alleen fragmenten van auteurs die in het anderhalve decennium een oeuvre hadden opgebouwd als A.H.J. Dautzenberg, Esther Gerritsen, Sanneke van Hassel, Ernest van der Kwast, Gustaaf Peek, Ilja Leonard Pfeijffer en Christiaan Weijts, maar ook van schrijvers die nog maar nauwelijks gedebuteerd waren. Naast Nederlanders waren ook Vlamingen vertegenwoordigd, onder wie Griet Op de Beeck, Saskia De Coster en Annelies Verbeke. Het waren prille oeuvres; Brands waagde zich dan ook niet aan het aanbrengen van een rangorde. In zijn inleiding schreef de samensteller dat dit tijdvak een gevarieerde literaire productie te zien gaf die misschien wel veelstemmiger was dan de literatuur uit de jaren 1960, 1970 of 1980. Jonge vrouwelijke auteurs hadden een opvallend groot aandeel in de selectie, hun productie omschreef Brands als vitaal proza dat vrijmoedig is en waaruit niet zelden een groot gevoel voor zelfspot spreekt. De kwalificatie [n]avelstaarderig huiskamerproza waarmee het werk van deze auteurs weleens werd omschreven, deed volgens Brands onrecht aan althans het werk van Gerritsen, Daphne Huisden en Maartje Wortel. Zoals elke lijst was ook deze aan discussie onderhevig, zoals over het geringe aantal Vlaamse auteurs, waar onder meer David Van Reybrouck en Peter Terrin en ook Erwin Mortier, Yves Petry en Dimitri Verhulst ontbraken, al debuteerden de laatste drie in 1999.

##### 'Generatie latte' vanVrij Nederland(2017)
In 2017 publiceerde maandblad Vrij Nederland zijn Jonge Schrijvers Gids, een overzicht van Nederlandse auteurs onder de 35 jaar. Literatuurcriticus Jeroen Vullings vroeg andere critici, uitgevers en hun redacteuren, en literatuurwetenschappers naar hun beeld van de jongste generatie. Het etiket Generatie latte ontleende hij aan een uitspraak van uitgever Joost Nijsen, die de schrijversgeneratie zag als exemplarisch voor de gehele generatie, waarin hem de afwezigheid van ambitie bij Nederlandse mannen opviel en een gematigde, nuchtere ambitie bij vrouwen. Ook criticus Arjan Peters noemde de mannelijke auteurs bedeesder of bleker dan de vrouwelijke. De auteurs die in het artikel door meerdere ondervraagden genoemd werden, waren Hanna Bervoets, Maartje Wortel, Wytske Versteeg, Lize Spit, Marieke Lucas Rijneveld, Merijn de Boer, Joost de Vries en Daan Heerma van Voss. De meeste namen maakten ook al deel uit van de bloemlezing van Brands.
De leden van deze generatie hebben enkele gemeenschappelijke kenmerken die hen onderscheidt van eerdere generaties, met volgens Vullings als belangrijkste kenmerk de combinatie van enerzijds teruglopende verkoopcijfers van literatuur en anderzijds een ongekend grote hoeveelheid aanstormende jonge schrijvers, waardoor een survival of the fittest onvermijdelijk is geworden en elke auteur doordrongen is van het besef met elk boek opnieuw te moeten laten zien boven de anderen uit te steken om nog op te vallen. Een tweede kenmerk is de sterke concentratie op en vertrouwdheid met de digitale media, die volgens uitgeefster Tilly Hermans ten grondslag ligt aan de algemeen karige schrijfstijl met korte zinnen. Vullings zelf spreekt van een simpele, alledaagse, vrijwel bijzinloze stijl. De generatie kent dan ook weinig echte smaakmakers. Een derde kenmerk, aldus Hermans, is de veelzijdigheid van de generatie. Veel auteurs doen niet alleen aan schrijven, maar ook aan filmen, aan muziek of aan performen. Deze nevenactiviteiten staan enerzijds de concentratie op het schrijven in de weg, maar kan anderzijds de aandacht voor het werk bevorderen. Een vierde kenmerk is dat de generatie latte niet wacht op aandacht van de pers, maar via Facebook en optredens op festivals direct contact met het publiek legt. Een vijfde kenmerk is volgens literatuurwetenschapper Yra van Dijk de sterke oriëntatie op de Angelsaksische wereld, waardoor auteurs als Zadie Smith of Teju Cole de maatstaf vormen waaraan wordt gespiegeld. Ook Suzanne Holtzer van De Bezige Bij merkte op dat de slagschaduw van de naoorlogse Grote Drie (Reve, Hermans, Mulisch) bij deze generatie is uitgewerkt.

##### De beste romans van de 21e eeuw volgensDe Groene Amsterdammer(2020)
Op 4 maart 2020 publiceerde De Groene Amsterdammer een top-21 van 'de beste romans van de 21ste eeuw'. De lijst was het resultaat van een enquête onder 81 critici, schrijvers, academici en uitgevers. Opvallend aan de individuele lijstjes was de grote hoeveelheid verschillende titels, waardoor een titel maar op weinig lijstjes hoefde te staan om de lijst te halen. Evenals een decennium eerder maakte de lijst geen onderscheid tussen Nederlandse en buitenlandse literatuur. De zeven Nederlandse titels en hun positie op de lijst zijn als volgt:
- 5. Vallen is als vliegen, Manon Uphoff (2019)
- 6. Tirza, Arnon Grunberg (2006)
- 10. De asielzoeker, Arnon Grunberg (2003)
- 14/15. Gebrek is een groot woord, Nina Polak (2018)
- 14/15. De consequenties, Niña Weijers (2014)
- 18. Boven is het stil, Gerbrand Bakker (2006)
- 20. Het tegenovergestelde van een mens, Lieke Marsman (2017)[71]

## Plaats binnen de wereldliteratuur
Vanwege het kleine aantal taalgebruikers in vergelijking met Engels, Frans, Spaans en Duits spelen Nederland en Vlaanderen slechts een marginale rol op het vlak van de wereldliteratuur: in anthologieën of lijstjes met de belangrijkste werken die tot de wereldliteratuur behoren, komen gewoon geen Nederlandstalige boeken voor. Internationale erkenning blijft uit. Zo heeft geen enkel Nederlandstalig auteur de Nobelprijs voor Literatuur gewonnen. Toen op Noors initiatief in 2002 aan honderd auteurs uit vierenvijftig landen gevraagd werd om de hoogtepunten van de wereldliteratuur te noemen, haalde geen enkel Nederlandstalig boek de top honderd.
Een aantal Nederlandse auteurs worden wel veelvuldig vertaald. Cees Nooteboom ziet zichzelf in de eerste plaats als dichter, maar kende niettemin vooral succes met zijn reisverhalen en romans. Rituelen (1980) kreeg met de Mobil Pegasus Literatuur Prijs in 1982 zelfs internationale erkenning als beste niet-Amerikaanse roman. Ook de veelvuldig bekroonde romancière Hella Haasse behoort tot Nederlands meest gelezen auteurs in het buitenland. Tot de bekendste auteurs uit het Nederlandse taalgebied – de klassieken – behoren onder meer Jacob van Maerlant (1230-1300), Jan Van Ruusbroec (1293-1381), de auteur van Elckerlijc (15e eeuw), Joost van den Vondel (1586-1679), Multatuli (1820-1887), Hendrik Conscience (1812-1883), Louis Couperus (1863-1923), Johan Huizinga (1872-1945).
Deze lijst uit mei 2017 met de meest vertaalde Nederlandstalige romans geeft de volgende rangschikking:
1. Het Achterhuis, Anne Frank - 56 talen.
2. De aanslag, Harry Mulisch - 38 talen
3. Het volgende verhaal, Cees Nooteboom - 27 talen
4. Max Havelaar, Multatuli - 25 talen
5. Minoes, Annie M.G. Schmidt - 25 talen
6. De Passievrucht, Karel Glastra van Loon - 18 talen
7. Het verdriet van België, Hugo Claus - 15 talen
8. De virtuoos, Margriet de Moor - 14 talen
9. Abessijnse kronieken, Moses Isegawa - 13 talen
10. Blauwe maandagen, Arnon Grunberg - 12 talen

Het diner van Herman Koch zou al in minstens 33 talen verschenen zijn.

## Literaire prijzen
- De Prijs der Nederlandse Letteren is de belangrijkste literaire prijs van België en Nederland, die sinds 1956 om de drie jaar wordt uitgereikt. Voor Nederland geldt de P.C. Hooftprijs als de hoogste onderscheiding, met de Constantijn Huygensprijs als een soort opstapje. De grote commerciële prijzen bezorgen de bekroonde schrijver minder aanzien, maar meer geld.